# Jóban Rosszban
A Jóban Rosszban 2005 és 2022 között vetített magyar teleregény, amelyet Pajer Róbert, Soós Péter, Völgyi Balázs és Kubinszky Péter rendezett. A történet egy Budapest környéki fiktív kisvárosban, Csillagkúton játszódik, és témája leginkább a helyi magánkórház, a Csillagvirág Klinika dolgozóinak és betegeinek, valamint a velük kapcsolatba kerülő egyéb szereplők élete.
Első epizódját 2005. január 23-án, vasárnap sugározta a TV2. A további részek pedig a konkurens csatornán futó nagy vetélytársnak számító Barátok közthöz hasonlóan, szintén hétköznap esténként voltak láthatóak. A sorozatot sokáig 19.05 körül sugározta a TV2, de gyenge nézettsége miatt 19.50-re tették át, a későbbiekben a kora estéktől a kora éjszakai időpontokban sugározták. A FEM3 csatorna 2010. januári indulása óta kezdte el vetíteni, de később abbahagyták. 2012 novemberétől dél körül a Super TV2-n is megtekinthetőek voltak az aznapi részek. 2016. augusztus 29-től már csak a Super TV2-n látható a sorozat 20.15-től. 2017. november 20-tól dupla részt adnak, ezért a kezdési időpontja átkerül 19.50-re, egy ideig 20.20-kor, majd 21.00-kor kezdődött. A premier előtti rész pedig 13:10-től volt látható szintén a Super TV2-n. 2019. április 1-től a Jocky TV kezdte el vetíteni a sorozatot az 1. epizódtól de csak az 1457-ig részig. 2024. március 8-tól a TV2 Klub ismétli az első résztől.
A koronavírus gyors terjedése miatt két hónapra leállt a sorozat gyártása, illetve 2020. március 23-a óta félepizódokat adtak. A sorozatot 13:10-kor és 21:15-kor vetítették, és előtte az előző napi epizódot ismételték. Az újraforgatást követően a sorozatban is megjelent a Covid19-pandémia.
2021 júniusában bejelentették, hogy a sorozat véget ér. A Super TV2 csatorna november 8-án levette a műsoráról és 2022. január 3-tól folytatták az utolsó részek levetítését. A sorozat utolsó része 2022. április 14-én került adásba.

## A sorozat készítése
A TV2 2004-ben döntött arról, hogy egy saját gyártású teleregény készítésébe kezd. Kezdetben nem nagyon nyilatkoztak a sorozatról, csak annyit lehetett tudni, hogy hétköznaponként látható kórházsorozat lesz, amely a népszerű német sorozat, A klinika, valamint a Szomszédok örökségéből is merít. (Esztétikai és dramaturgiai szempontból ugyanakkor az RTL Klub szintén befejezett Barátok közt című sorozatára hasonlított.) 2005 januárjában megjelentek a sorozat néhány fontosabb szereplőiről készült plakátok, de ekkor még nem lehetett tudni, hogy ezek tulajdonképpen mit reklámoznak. Néhány héttel később már néhány, a figuráktól származó mondat, majd később a sorozat és a csatorna logója is felkerült, illetve az, hogy maga a szappanopera mikortól is lesz látható. Az első, bevezető részt vasárnapi főműsoridőben adták, amely kétszer olyan hosszú volt, mint egy átlagos félepizód, és azt a célt szolgálta, hogy a nézők megismerkedjenek az alaphelyzettel és konfliktusokkal, valamint a szereplőkkel.
A szappanopera 19 állandó szereplővel indult, akiket 900 jelentkező közül választottak ki. Érdekesség, hogy a válogatásokon Somorjai Tibor, a Barátok közt című sorozat egykori főszereplője is reszt vett aki végül Kornélt alakította illetve sokáig ő volt az egyik munkatársa a sorozatnak.

## Főcím
Az első főcímdalt a csatorna Megasztár című népszerű tehetségkutató műsorának első és második szériájában versenyzett testvérpár, Tóth Vera és Tóth Gabi énekelte 2009-ig. Az új, teljesen átalakított dalszövegű főcímet Bencsik Tamara és a Back II Black énekese, Bebe adja elő. A 4236. rész után már nem volt főcím, a főszereplőket az epizód elején alulra írták ki.

## Helyszín
A belső felvételek többségét Budapesten, a X. kerületben található stúdióban készítették. A stúdió a Csillagvirág utcában található, innen kapta nevét a sorozat fő helyszíne, a klinika. A külső jeleneteket Nagykovácsiban vették fel: ott működik a kórház (kastély), a rendőrség, a Bodolai-lakás, az iskola, a polgármesteri hivatal és több sorozatbeli „utca”. A kastély címe: Nagykovácsi, Kossuth Lajos utca 2.

### Csillagvirág klinika
A Csillagvirág Klinikát Csillagkúton, egy Budapest-közeli kitalált kisvárosban hozta létre két orvos, dr. Pongrácz Péter kardiológus, általános sebész és húga, dr. Pongrácz Réka († 2009) belgyógyász.
A kórháznak már több tulajdonosa is volt. Tulajdonosok: dr. Pongrácz Péter (90%), Csillagkút Önkormányzata (10%)
Vezetőség: dr. Horváth Veronika (igazgató), Faragó Alex (társigazgató), Fehér Roland (gazdasági igazgató), dr. Nemes Viktor (igazgatóhelyettes)
Orvosok: dr. Horváth Veronika (főorvos, belgyógyász), dr. Nemes Viktor (főorvos helyettes, általános sebész), dr. Pongrácz Péter (sebész, szívspecialista), dr. Kardos Zoltán (szülész-nőgyógyász), dr. Steiner Dóra (belgyógyász), dr. Földesi László (traumatológus), dr. Lackner Gusztáv (altatóorvos), dr. Kincses Patrícia (neurológus), dr. Varga Emőke (belgyógyász), dr. Márton Luca (rezidens), dr. Katona Petra (rezidens), dr. Kósa Áron (rezidens), dr. Váradi Gábor (sebész)
Ápolók: Oravecz Fanni (főnővér), Pető Annamária, Polgár Rita, Gaál Tímea, Maróti Fruzsina, Emőke, Krasznai Ágnes 
Biztonsági őrök: Bodolai András, Brusznyák Tibor
Egyéb dolgozók: Galambos Gyöngyi (recepciós), Hunyadi Károly (büfé-üzemeltető), Dia (büfés)

## Eredeti szereplők
A sorozat bevezető epizódjában feltüntetett sorrendben: dr. Pongrácz Péter (Gazdag Tibor), Ekler Laura (Kerekes Viktória), Pongrácz Barbara (Mészáros Kitty), dr. Pongrácz Réka (Létay Dóra), Vidovszky Nándor (Sághy Tamás), dr. Zólyom Iván (Lengyel Tamás), dr. Székács Irén (Siménfalvy Ágota), Bóta Judit (Szorcsik Viktória), Molnár Csaba (Peller Károly), Káldor Margit (Brózik Klára), Juhász-Nagy Rozália (Várdai Anikó), Várnagy Előd (Damu Roland), Hadházi Villő (Gáspár Imola), Nemes Lenke (Vándor Éva), Nemes Viola (Fridel Fruzsina), Nemes Dávid (Előd Álmos), dr. Nemes Viktor (Jánosi Dávid), Zimányi Elvira (Juhász Adrienn), Vadász Jolán (Demjén Gyöngyvér) és Galambos Gyöngyi (Madár Veronika)
(Félkövérrel, akik az utolsó részben is szerepeltek az alapszereplők közül.)

## Szereplők

### Főszereplők
(az utolsó főcím szerinti sorrendben)
| Karakter             | Színész             | Szerepel (epizód)    | Megjegyzés |
| -------------------- | ------------------- | -------------------- | --- |
| dr. Pongrácz Péter   | Gazdag Tibor        | 1–4287               | Haller Sára fia, Pongrácz Réka mostohatestvére, Borbíró Brigitta testvére, Pongrácz Barbara és Betty Tanakis édesapja. A Csillagvirág Klinika igazgató főorvosa, és többségi tulajdonosa. univerzális sebész, kardiológus, szívsebész, szívspecialista. 2005 és 2010 között a klinika főorvosa volt, majd helyére kinevezték Fehér Konrádot. Előd és Baranyai „álrendőr” több merényletet követtek el ellene, elrabolták és 6 hétig fogva tartották egy pincében. Amnéziásan került elő a pincéből, de felépült és bosszút állt Elődön, emiatt 2010-től rezidens, de nem maradt az sokáig, 2011 februárjában visszakapta szakorvosi státuszát, majd 2011 júniusában ismét igazgató főorvos lett. Veseátültetett. Ekler Laura volt férje. Judit, Klári és Linda volt párja. Alexát egy autóbalesetben „elveszti”, de Mónika nővér mellett ismét boldog lesz. Alexa (valószínűleg érdekből) megkéri Pétert, hogy legyen a férje, ám többször is megmérgezi a CT-lopás végett. Péter végül megbocsát Alexának, de a nőt később megölik és ismét Mónikával jön össze, majd Mónika elhagyta. Roland neki ajándékozta a kórházi tulajdonrészét és így ismét Péter lett a kórház többségi tulajdonosa. Barbara halála nagyon megviselte, de barátai és kollégái mellette álltak, majd lányától megörökölte Csillagszem többségi tulajdonát és Konrád régi lakását is. Egy ideig Dorinával alkotott egy párt, miután Dorina börtönbe került, Lucába szeretett bele. Lemondott a főorvosi pozíciójáról, Vera lett az utódja. A sorozat utolsó jelenetében megkéri Luca kezét. |
| Galambos Gyöngyi     | Madár Veronika      | 1–4287               | A kórház recepciósa. Régebben a Kék Macsek pincérnője volt Barbarával együtt. Kollégái szeretik, lehet rajta és a viccein is nevetni, igazi spirituális egyén, szeret pletykálkodni. Emil felesége volt. Nagy álma, hogy gyereket szülhessen, amit Emil nem adhatott meg neki, mert nemzőképtelen, ezért levélben szakított vele a férfi és Caracasba Költözött. Majd Misibe szeretett bele, de Misi elhagyta őt Veráért. Vladimir a vámpír szerelmes volt belé, de Gyöngyi nem is sejti hogy ő egy pszichopata. Brúnó egy vizsgálat során kiderítette, hogy pajzsmirigy-alulműködésben szenved, ezért drasztikus diétába kezdett és elájult a klinikán. Hálás Brúnónak és megvan róla győződve, hogy „természetfeletti képességei” vannak. Szerelmes volt Bandiba. Jelenleg Vilmossal jár, a sorozat végén vele utazott el. |
| dr. Nemes Viktor     | Jánosi Dávid        | 1–4287               | Sebész, Lenke első házasságából született fia, Viola és Dávid testvére. Anyját, Lenkét Ibolya megölte. Horváth Vera mentora és exbarátja. Verát a karantén alatt megcsalta, mert részegen lefeküdt Dórával, de Vera megbocsátott neki. Végül Luca miatt szakítottak. Péter egy félreértés miatt kirúgta, de később visszavette. Majd el indult az igazgatói posztért Keller Márkkal közösen. Azonban miután elbukta a pályázatot, Péter egy időre igazgatóhelyettesé titulálta, majd Alex és Enikő kifúrták a pozíciójából. Feleségül akarta venni Szilárd nővérét, Szabinát, de a nőnek csak a pénze kell, és lelépett. Dorina hirtelen távozása után ismét ő lesz az igazgatóhelyettes. Egy ideig a plasztikai sebészet vezetője volt. Sok év egyedüllét után összejön Petrával, akinek súlyos szívbetegséget diagnosztizál, majd többször szakítottak, de mindig újra összejöttek. |
| Fehér Roland         | Suhajda Dániel      | 238–3170, 3318–4287  | Volt Maffiafőnök, a Csillagvirág Klinika gazdasági igazgatója és korábbi többségi tulajdonosa. Fehér Richárd és Tóth Zsuzsanna fia, Révész Bori és Révész Milán unokabátyja. Bencsik Bea és Pongrácz Barbara volt férje. Mikor Beával volt együtt, régi szerelmével Barbarával csalta meg. Miközben Tamás atya megkereszteli, Konráddal megöleti az apját, Elődöt pedig bérgyilkossal betonba önteti és a folyóba dobatja. Nagybátyja, Konrád az alvezére a maffiaszervezetben. Barbaráékat kénytelen börtönbe juttatni, hogy megvédje saját embereitől, akik bosszút akarnak állni, mert le akarták leplezni a maffiát. Később segít nekik drogot teríteni a börtönben. Csapatával együtt lekapcsolta a Csillagkútra érkezett lánykereskedő banda egy jelentős részét. Riválisa volt az Amerikából visszatért Vidovszky Nándor, aki megszerezte a polgármesteri címet és a cél érdekében nem riadt vissza semmitől. Végül egy tökéletesen megtervezett színjátéknak köszönhetően legyőzte Nándit, aki elmenekült Csillagkútról. Miután Milán feldobta a rendőrségen az egész szervezetet, kénytelen volt elhagyni a várost. Később visszatért Csillagkútra, mint Bogdánék segítőtársa. Közben megtudta, hogy Barbara Zsenivel van együtt és elkezdte fenyegetni Zsenit. Az ügyészséggel kötött vádalkunak köszönhetően szabad ember lesz és visszaköltözik Csillagkútra. Majd újra ő lesz a gazdasági igazgató a Csillagvirág Klinikán. Konrád bosszút akar állni Aliz miatt, de Roland végez vele. Visszaszerezte a kórházat Faragó Róberttől, majd Péternek ajándékozta. Miután megtudta hol tartják fogva Bettyt mindent megtett, hogy kiszabadítsa, végül a rendőrség segítségét kérte, közben Barbarával újra közel kerültek egymáshoz. Betty kiszabadulása után össze is jöttek, el akartak szökni külföldre. Az irodaház megnyitója után Aliz fejbe lőtte, de Péternek hála túlélte. Nagyon hiányzik neki élete szerelme, Barbara. A fejlövés miatt a gonosz énje egy időre teljesen odaveszett és jó útra tért, ennek hatására megalapított egy segítő csoportot. Tünde és Bedő ellensége volt egy ideig. Feltehetően egy ütés következtében szép lassan elkezd visszatérni a régi énje. Tünde fel akarja robbantani a kórházat, de időben rájön a tervére, és Mészi segítségével megakadályozza, majd bosszúból lelövi Tündét, A sorozat utolsó epizódjában nem derült ki, hogy Zemplényi lelőtte-e. |
| dr. Kardos Zoltán #2 | Marton Róbert       | 570–4287             | Szülész, nőgyógyász, viszonylag rövid ideig a kórház résztulajdonosa. Bencsik Ádám és Bea nevelőapja, Buzsáki Lili és Kardos Anna édesapja. A maffia pályázik a kórházi tulajdonrészére. 3 felesége is volt: Pongrácz Réka, Káldor Margit és Betty Tanakis. Jóhiszeműen kórlapokat hamisított meg, hogy segítsen Zsanettnak, ami miatt elbocsátották, majd visszavették. Dórival is ágyba bújt németországi előadásuk alkalmával. Összejön Patríciával, de akkor jön rá, hogy Dórát szereti. Egymásra találnak Dórával, majd születik tőle egy lánya, Anna. A város lezárása miatt Annával együtt kinn ragadtak és Szigetkomlóson élnek, ahol Majoros behívta, hogy dolgozzon a Szigetkomlósi kórházban, de a karantén vége után visszatért Csillagkútra. Később szakítanak Dórával. Egy idő után Verával jön össze, majd szakított vele és visszament Dórához, akit feleségül vett. |
| dr. Steiner Dóra     | Végh Judit          | 423–1316, 1757–4287  | Sebész, szép és kivételesen okos lány, szakorvosként dolgozik a klinikán. Beleszeretett Viktorba, akivel azonban véget ért a kapcsolata. Azóta éli a szingli lányok életét, bár még mindig rosszul érinti, ha egykori szerelme más felé tekintget. Komoly megpróbáltatásokon ment keresztül betegsége miatt, de szerencsére mindenki segítette, így sikerült legyőznie a gyilkos kórt. Egy időre külföldre utazott. Dénessel élt együtt, aki nehezen, de végül Kardos Zoli és Nemes Viktor segítségével megkérte a kezét. Ám az idill nem tartott sokáig, mert a berlini orvostudományi konferencián nagy sikert arattak Kardos Zolival, a Csillagvirág Klinika nőgyógyászával, és a nagy ünneplés közepette összegabalyodnak. Mindkettőjüknek hatalmas bűntudata van és emellett még bizonytalanok is: bár Dóra Dénessel akarta leélni az életét, ez nem lehetséges, mert Dénes megtudta az igazságot és elhagyta Csillagkutat. Később Dóra mégis összejön Zolival. Kardos Anna édesanyja. Anna születése után depressziós lesz, de Bálint segítségével már meggyógyult és visszatért a kórházba dolgozni. Később Baumann Benedek valóságshowjának házigazdája lesz Áron mellett. Zolival szakítanak, de később újra összejönnek és össze is házasodtak. |
| Szlávik Jenő         | Bozsó Péter         | 115–4287             | Főhadnagy, (magán)nyomozó. Ottó legjobb barátja. A Halász család bizalmasa volt, közben senki nem tudta, hogy a hátuk mögött Szilva szeretője volt. Egykori barátnője a sorozatgyilkos Ibolya volt. Egy időre elhagyta Csillagkutat és Bécsbe utazott. A rendőrségtől eltávolították, ekkor magánnyomozóként kezdett dolgozni. Fannival járt egy ideig. Majd visszavették rendőrnek. Megkérte Fanni kezét, de ő ezt elutasította. Azóta boldog párkapcsolatban él kolléganőjével, Gabival, akivel eleinte ki nem állhatták egymást, ám később ez szerelemmé alakult. Egy rövid ideig Barta Enikővel járt. |
| Müller Ottó          | Posta Lajos         | 115–4287             | Elvira volt férje, Jenő legjobb barátja. Százados, nyomozó, „külsős FBI-ügynök”. Részt vett ugyanis egy programon Amerikában. Egy ideig járt Líviával, majd Emőkével jött többször össze, végül Blanka tanácsára Krisztával kezdett el randizni, de Emőke keresztbe tett nekik. |
| Szalai Blanka        | Tóth Szilvia Lilla  | 3937–4280            | Rendőr, aki Eszes helyére érkezik. |
| Nagy Gabriella       | Pikali Gerda        | 2467–4287            | Rendőr százados volt a Fejér megyei kapitányságon. Egy közös bűnügy nyomozásának idejére Csillagkútra helyezték át, később végleg átkérte magát és Csillagkúton maradt. Kezdetben rivalizált Szlávikkal és Müllerrel. Összebarátkozott Szlávikkal, akivel azóta egy párt alkotnak. Egy időre szakítottak. Gabi ezidő alatt Fehér Rolanddal jött össze, később kiderült, hogy a nyomozás érdeke miatt. Aztán újra összejött Jenővel. |
| Garai Miklós         | Quintus Konrád      | 2466–4287            | Rendőrezredes, a csillagkúti rendőrőrs vezetője. Akadékoskodó, néha ellenszenves alak. Egy ideig eljátszották a halálát, hogy ezzel segítsék a maffia lebuktatását, de már visszavette a rendőrség irányítását. |
| Kádár Vilmos         | Barabás Kiss Zoltán | 4096–4287            | Gyöngyi párja. |
| Brenner Károly       | Hajdu Steve         | 4181–4287            | Laci testvére, aki Angliából jött haza. Van egy eltitkolt fia. |
| Bodolai Szabolcs     | Timon Barna         | 878–4287             | Böbe és Bandi fia, Orsi öccse. Tanuló, nehézkesen barátkozik, a tanárokkal se jön ki. Volt már néhány stiklije, többek között az, hogy Biggel barátkozik és összeverekedett Gergővel. Legnagyobb barátja Tamás atya volt, de ő sajnos meghalt egy villámcsapás által. Szerelmes volt Magdikába. Bigék akarták bevonni az áramlopásba, úgy, hogy falaznia kellett. Elbizonytalanodott, de végül belement, csakis azért, hogy kimehessen Magdikához, Ausztráliába. Ki akart szállni, mert tudta, hogy ez bűncselekmény. Bigék nem engedték és rosszul lett az áramütés miatt. Büntetése az volt Böbiék részéről, hogy két hétig otthon kellett dolgoznia. Beleszeret Kinga nővérbe a kórházból, mialatt ott dolgozik apja kisinasaként, de a lánynak már van barátja és kedvesen, de lepattintja. Emiatt a fiú először összeszakad, szomorú, de Orsival remekül megértik egymást és a lány helyretette, azóta érettebben kezeli a dolgot. Barátnője Révész Bori, modell. Szabi egyszer belezuhan egy szakadékba, eltöri a lábát, egy titokzatos idegen pedig egy barlangba viszi és próbálja meggyógyítani. Kiderül, hogy a jószándékú idegen fél az emberektől, és nomád életmódot folytat. Egy véletlenből adódóan a Milánnak szánt golyót Szabi kapja, de a szerencsének köszönhetően élve megússza a gyilkosságot. Szakított Borival, miután a lány Párizsba költözött, azóta egyedül van. Később beleszeretett Lénába. Érzelmi válságba kerül, ugyanis nem nézi jó szemmel apja és Erika kapcsolatát, valamint a szakdolgozatát is nehézkesen írja meg, valamint rájön, hogy nem szerelmes Lénába. De a Hantos Galériában szervezett kiállítása jókedvre derítette, ezután sikerült kilábalnia a válságából. Egy ideig Lucával járt, de később szakítottak. Keller távozása után ő lett Csillagkút polgármestere, végül lemondott. |
| Fodor Zsófia         | Deutsch Anita       | 4210–4287            | Gimnáziumi tanár. Bandi, Laci és Charlie udvarol neki. Majd Bandival jött össze. |
| Brenner László       | Matus Gábor         | 1954–4287            | A Barlang volt kocsmárosa, dr. Horváth Veronika és Maróti Fruzsina exbarátja. A Barlangot és a 4 millió forintot egy korábbi tartozása miatt pókeren elvesztett és Bedőé lett. Orsiék egy időre rábízták a Kisboltot. Egy ideig a Macsekban dolgozott, de besegített a kisboltban is. Roland segítő csoportjának a tagja. Krisztián távozása után ő viszi tovább a kisboltot. |
| Bodolai András       | Tóth Roland         | 846–4287             | Bodolai Böbe volt férje, Szabi és Orsi édesapja. Igazi régimódi családfő, ragaszkodik az Erdélyben felvett szokásaihoz. Gyerekeivel keményen bánik, főként Szabival, ugyanakkor jószívű és hihetetlen humora van. Kezdetben a kórházban dolgozott szerelőként, majd biztonsági őr lett. Böbe távozását nehezen viselte. Miután Szabi elmondta, hogy Böbe Erdélyben összejött Huttwágnerrel Bandi beadta a válási papírokat és azóta el is váltak. Egy ideig Sződi Erikával alkotott egy párt, de az esküvőjük Gyöngyi miatt meghiúsult. Gyöngyivel szoros barátságban van, később összejött Zsófival. |
| dr. Varga Emőke      | Angyal Anita        | 3338–4275            | Új belgyógyász a kórházban, akit Dóra helyére vettek fel. Miután Dórit visszaveszik nem rúgják ki. Majd miután a „vámpír” megtámadja, szabadságot vett ki egy ideig. Rövid ideig járt Milánnal és Ottóval, majd újra összejött Ottóval, akivel sokáig se veled se nélküled kapcsolatban voltak, végül Ottó elhagyta Krisztáért, de Emőke keresztbe tett nekik. Miután Dorina nyilvánosan felpofozta őt, megharagudott rá és kiakarta rúgatni, de nem sikerült neki. Indult az igazgatóhelyettesi pozícióért de nem ő nyert. Minden eszközt bevet, hogy a kollégáit Dorina ellen fordítsa, ebben sokszor Áron a társa. Roland segítőcsoportjának a tagja. A belgyógyászati osztály vezetője lesz, miután Vera kinevezi. |
| dr. Horváth Veronika | Kondákor Zsófia     | 1249–2139, 2324–4287 | A kórház rezidens orvosa, majd belgyógyász lett. Piroska és Guszti lánya. Dr. Kalem József volt felesége. Nagyon erőszakosan aggódott Lucáért. Lux Endre a pályaudvaron elrabolta, és fogva tartotta az egyik őrsben. Mivel férje nem tartotta be Endre ígéretét, internetes élő adásban az embereivel együtt bedobták a tűzbe Verát. Később kiderült, hogy mégsem halt meg, csak a szekta átmosta az agyát, hogy nekik segítsen megszerezni Lucát. A terve majdnem sikerült is, de Orsi lebuktatta őket. Endre halála után katatón állapotba került. Miután ebből sikerült kizökkenteni, több öngyilkossági kísérlete is volt. Miután a gyámügy Józsinak ítélte Lucát, a férfi elhagyta őt és elköltözött a kislánnyal. A csalódásokat követően hazaköltözött a szüleihez Erdélybe, egy idő múlva visszatért Csillagkútra és a kórházba is, ahol Péter örömmel fogadta hírt, miszerint újra munkába áll. Beleszeret a csapos Laciba a Barlangból. Végül félreértés miatt szakítanak, majd ezek után Misinél talált boldogságra. Egy ideig Péter helyettese volt a kórházban. Sokat segít a Bodolai családnak Böbe távozása után. Rájön, hogy fél az elköteleződéstől és a házasságtól, ezért szakított Misivel. A kórház járvány osztályának a vezetője volt. Miután Zoli szakít Dórával, összejön Zolival. Péter lemondása után, ő lett a klinika orvos-igazgatója. A sorozat végén Gáborral jár. |
| Oravecz Fanni        | Bálizs Anett        | 592–4287             | Korábban a szépségklinikán dolgozott kozmetikusként, majd Péter kinevezte a kórház főnővérének. Talpraesett, céltudatos személyiség, aki igen komolyan veszi a feladatait, és kiválóan megállja a helyét a kórházban. Nehezen viseli, ha irányítani próbálják vagy ha beleszólnak az életébe. Saját maga néz szembe a problémákkal, és tartja kézben a dolgokat. Korábban ádáz ellensége volt a nővéreknek, leginkább Elvirának, amíg Fehér Konrád besúgója, egyben szeretője volt. Majd Szlávik nyomozóval alkottak egy párt, aki feleségül akarta venni, de végül útjaik különváltak. Később Halász Kristóffal szerettek egymásba, akivel komoly kapcsolatot alakítottak ki. Kristóf megkérte a kezét, és már az esküvőt tervezték, ám mivel a fiú bekerült a tanúvédelmi programba, kénytelen volt elhagyni a lányt, és külföldre költözött. Fanni jó kapcsolatot ápol a Halász családdal, Gyöngyivel és Mónika nővérrel. |
| dr. Kincses Patrícia | Nagy Katalin        | 2764–4287            | Rezidens orvos a kórházban, később neurológus lett. Először Vera majd Viktor volt a mentora. Előbb Kardossal, majd Szilárddal jött össze. A tulajdonos váltás után Alex pártját fogta, emiatt egyre ellenszenvesebb lett, és ennek hatására szakított Szilárddal. Keller Márk barátnője volt. Egy ideig a járvány-osztály egyik orvosa volt. |
| Balogh Zsolt „Zseni” | Szőke Richárd       | 2916–4287            | Fiatal vállalkozó, aki a borászat világában tevékenykedik. Alapvetően jószándékú, laza és vagány. Célja, hogy mindenáron felfuttassa borászati cégét és átvegye a Macsekot. Jó barátja Meli és Deka. Miután a Halász család Glasgow-ba költözött, eladták neki a Macsekot. Barbarával szakított, azonban Barbara nem sokkal később meghalt. Barátainak rengeteget segít. |
| Faragó Alex          | Kiss Ernő Zsolt     | 3190–4287            | Róbert fia. Meli bátyja. A kórház társigazgatója és résztulajdonosa. Kezdetben ellenszenves volt, ezért kollégái nem szerették, de mára sikerült kialakítania jó kapcsolatot mindenkivel. Először Rita szeretője volt, de végül Enikővel jött össze. Miután Róbert Csillagkútra költözött lepaktált Rolanddal és kirúgta Alexet a kórházból. Majd Alex megegyezett Rolanddal és visszakapta a pozícióját. |
| Faragó Melinda       | Tóth Zsiga Nóra     | 2916–4287            | Egyetemi hallgató, aki feltűnően sokat ad magára. Elkényeztetett; általában minden az ölébe hullik szülei jóvoltából. Nem rosszindulatú, de sokszor cinikus, fölényes stílusú. Viszont határozott, magabiztos fellépésű lány. A Halász család távozása után a Macsek résztulajdonosa lesz. Róbert lánya, Alex testvére. Eleinte szerelmes Zsenibe, de a fiatalember nem viszonozza érzéseit. Egy ideig Révész Milánnal alkot egy párt, de később szakítanak, majd többször összejöttek. Egy ideig Aliz alapítványának az egyik munkatársa volt. |
| dr. Márton Luca      | Antalfi Anett       | 3714–4287            | Új rezidens a kórházban, akinek dr. Horváth Veronika volt a mentora, amikor teljesen elbizonytalanodik Péter maga mellé veszi. Péter albérlője volt. Majd Vera felkéri, hogy dolgozzon a járvány-osztályon. Bodolai Szabinak megtetszik Luca, de kezdeti nehézségekbe ütközik a kapcsolatuk, majd szakítanak, azután Péterrel jön össze. |
| dr. Kósa Áron        | Jerger Balázs       | 3714–4287            | Új rezidens a kórházban, akinek dr. Kardos Zoltán lett a mentora. Törtető alak. Szilvia szeretője volt, de Szilvia végül Miklóst választotta, ezért szakítottak. Baumann Benedek valóságshowjának házigazdája lett Dóra mellett. |
| dr. Katona Petra     | Világi Vanessa      | 3714–4287            | Új rezidens a kórházban, akinek dr. Molnár Dorina lett a mentora. Majd Dorina és Emőke vitája miatt kis időre át került Emőkéhez. A kórházi emberrablás nagyon felkavarta és régi sebeket tépett fel a lelkében. Viktor őt nevezi ki plasztikai sebészeti asszisztensnek és Viktor lesz a mentora Dorina távozása után. Később összejön Viktorral. Majd kiderül a súlyos szívbetegsége, a gyógyszer azonban nagyon drága, de Brúnó apjának hála elkezdődött a kezelés, ami hatásosnak bizonyul. |
| Bolgár Natasa        | Dunai Csenge        | 4115–4285            | Bodolai Szabolcs polgármester titkárnője. |
| Halmos Adél          | Nagy Rebeka         | 2706–4287            | Nagy Gabriella és Halmos Ferenc lánya. Egy bajkeverő lány. Rendőrnek tanul. Big majd Balázs (Bence) és jelenleg Krisztián barátnője. Egy ideig a Burgeritis pincérnője volt, majd besegített a kisboltban. Egy ideig a rendőrségen dolgozott gyakornokként. Eszes Tibor, majd Müller Ottó volt a mentora. Összejött Bobbal. |
| Radó Róbert „Bob"    | Kiss Péter Balázs   | 4130–4287            | Informatikus a polgármesteri hivatalban és Roland beépített embere, Adéllal jár. |
| dr. Váradi Gábor     | Babicsek Bernát     | 4160–4287            | Sebészorvos, Péter Amerikában ismerte meg őt. Nóra exférje, Liza és Dani apja. Motorbalesetet szenvedett, Patrícia és Brúnó találnak rá az erdőben, sürgős műtéttel mentik meg a bénulástól. |
| Váradi Liza          | Korcsog Laura       | 4218–4285            | Gábor és Nóra problémás kamaszlánya. |
| Váradi Dani          | Tajti Dániel        | 4219–4281            | Gábor és Nóra fia. |

### Mellékszereplők
| Színész           | Karakter                          | Szerepel (epizód)               | Megjegyzés |
| ----------------- | --------------------------------- | ------------------------------- | --- |
| Pásztor Edina     | Hunyadiné Vajda Éva               | 109–4239                        | Elvált anyakönyvvezető, aki a boldogságot Károly bácsi oldalán találja meg. Bogdányiné visszatérő alkohol problémákkal küzd, de Károllyal nagy szeretetben élnek és ez átsegíti a gondokon. Éva nagyon szeret táncolni és az egyedüli vágya az, hogy nyugodt, boldog életet élhessen Károllyal.                                                                                       |
| Papp Annamária    | Krasznai Ágnes                    | 3267–3703, 3987–3996, 4109–4286 | A kórház nővére. Alex és Enikő beépített embere volt, majd abbahagyta a kémkedést és maradt a klinikán. Várandós a második gyermekével, de az apa léte nem derült ki. Több mint egy év elteltével Ági egy rövid időre visszatér a kisfiával és azt állítja, hogy Faragó Róbert a fiú apja, de kiderül, hogy nem övé a kisgyerek. Vera igazgatása alatt újra dolgozni kezd a klinikán. |
| Álmosd Phaedra    | Maróti Fruzsina                   | 3382–4287                       | Nővér a kórházban. Először a főnővéri, majd a főnővér-helyettesi pozícióra pályázott. Lacival járt egy rövid ideig. Roland elkötelezett támogatója a segítő csoportban. A járvány-osztályon volt főnővér, közben retteg a koronavírustól. |
| Fekete Réka       | Gaál Tímea                        | 3258–4287                       | Nővér a kórházban. Korábban Szilárddal volt együtt, majd egy ideig Bencével járt. Pletykás fazon. Herendi Attila exszeretője. Roland segítőcsoportjának a tagja. Keller felkéri, hogy legyen az önkormányzatnál tanácsadó. |
| Tóth Mihály       | Szikszai Balázs (korábban: Bence) | 2910–2934, 3747–4287            | Zseni, Meli és Deka régi barátja. Adél exbarátja. A börtönből szabadult ki. Egy ideig Aliz és Bedő embere volt, de Roland hatására kiszállt. Roland segítőcsoportjának a tagja és Roland embere is közben. Keller felkéri, hogy legyen az önkormányzatnál tanácsadó. |
| Kovács Annamária  | Pető Annamária                    | 1954–4286                       | Nővér a kórházban. Roland segítő csoportjának a tagja. |
| Nyári Darinka     | Várnai Vilma                      | 1388–4273                       | A Csillagszem újságírója, később főszerkesztője. Mindig, mindent tudni akar. |
| Nemes Krisztina   | Polgár Rita                       | 809–1450, 2857–4286             | Nővér a kórházban. Alexszel járt egy ideig, majd szakítottak miután Alex összejött Enikővel. Gyöngyi kirúgása után, rövid ideig recepciós volt, majd Alex kinevezte főnővérnek de ez sem tartott sokáig és nővér lett újra. Később a kórház főnővér-helyettese lett. |
| Malik Márk        | dr. Lachner Gusztáv               | 3–4269                          | A kórházban dolgozik mint altatóorvos, természetgyógyász. |
| Schneider Gábor   | dr. Földesi László                | 31–4287                         | Traumatológus a klinikán. |
| Ketter Emőke      | Emőke                             | 1442–4284                       | Nővér a kórházban. |
| Kovács Zoltán     | Brusznyák Tibor                   | 1787–?                          | A kórház biztonsági őre Bandi és Erika mellett. |
| Malik-Dányi Diána | Dia                               | 2562–4287                       | A kórház új büfése Jolika néni távozása után. |
| Eisler Zoé        | Kardos Anna #2                    | 3980–4257                       | Dóra és Zoli gyermeke, egyszer elrabolták. |
| Németh Gábor      | Perényi István „Pepe”             | 3148–3166, 3537–3727, 3977–4287 | Fidó után ő Roland újabb kisfőnöke. |
| Sári Éva          | dr. Virág Nóra                    | 4048–4059, 4148, 4219-4247      | Orvos. Gábor exfelesége, Liza és Dani anyja. Kardos szigetkomlósi barátja. Az orvos-konferencia szervezője. Svájci klinikán kapott állást. |
| Viczián Viktória  | Jenny (hang) / Bihari Janka       | 4158–4286                       | Bob, a számítógépén létrehozott mesterséges intelligenciája. / Bob régi nagy szerelme, akivel megcsalta Adélt. |
| Forgács Péter     | Zemplényi József                  | 4229–4287                       | Csillagkút újdonsült maffiavezére, aki Roland babérjaira törve megpróbálja átvenni a város feletti hatalmat. |
| Beleznay Endre    | Hegyes Attila                     | 4249–4285                       | Csillagkút alpolgármestere, majd Bodolai Szabolcs lemondását követően polgármestere. Zemplényi jobb keze. |
| Fehér Dániel      | Sík Iván                          | 4251–4287                       | Édesanyját kezelik a kórházban, ahol megismerkedik Patríciával. |

## A 2010 és 2022 között távozott fő- és mellékszereplők
| Színész                         | Karakter                         | Szerepelt (epizód)              | Megjegyzés |
| ------------------------------- | -------------------------------- | ------------------------------- | --- |
| Farkasinszky Edit               | Morvai Etelka                    | 632–1143                        | Bakó Melinda édesanyja, többször megfenyegették, hogy elrabolták a lányát váltságdíj cserébe. |
| Jánosi Ferenc                   | Kósa Bálint / Kulcsár Botond     | 1181–1241                       | Betegesen vonzódik Bettyhez, végül egy autószerencsétlenségben meghalt. |
| Esztergályos Cecília            | Cserkúti Izabella                | 1294-1298                       | Kicsit bohókás, kicsit pityókás idősödő hölgy, aki megpróbálja elcsábítani Bodolai Bandit. |
| Volosinovszky György            | Bencsik Ádám                     | 408–1143, 1297-1321             | Elmenekül Csillagkútról, magára hagyva Beát. Franciaországban előbb idegenlégiós, majd orvosnak tanul. |
| Damu Roland                     | Várnagy Előd #1                  | 1–1347                          | Hadházi Villő egyetlen fia, Viola volt férje, bűnöző. Sokáig Barbival élt se veled se nélküled kapcsolatban. Helen Tanakis korábbi üzlettársa és a kórház egykori résztulajdonosa. A sorozat rosszfiúja 2011. január 12-ig. A TV2 megszüntette Damu Roland szerződését bírósági ítélete miatt, Szikszai Rémusz vette át a helyét. |
| Novák Henriett                  | Bakó Melinda                     | 173–443, 657–1137               | Dávidot többször is átverte, végül mindig Fehér Richárd mellett kötött ki. Később Pétert környékezte meg érdekből, akivel össze is házasodtak. Péter bankszámláját lenullázta és a házára több millió forint jelzáloggal bejegyzett kölcsönt vett fel, majd Richárd oldalán elhagyta a várost. |
| Szerémi Zoltán                  | Rácz doktor                      | 1242–1360                       | Ő bizony nem a Csillagvirág klinika orvosa. Elveszítette orvosi engedélyét valószínűleg eutanázia miatt, elkezdett feketén dolgozni, így került kapcsolatba Várnagy Előddel. Ő gondoskodott a fogva tartott Pongrácz Péternek vesedialízisről, vesét is szerez neki, amit végül Betti miatt nem kapott meg. |
| Fejes Tímea                     | Hajdu Ibolya                     | 165–1148, 1271–1276, 1369–1370  | A Macsek pincére volt, majd a szépségklinika és később a kórház recepciósa. Miután Dávid otthagyta az oltárnál, bekattant és sorozatgyilkos lett. Végül a folyóba ugrott, de túlélte, és visszatért, hogy bosszút álljon Margiton. Amikor Szilvia a kávézót felgyújtotta a Macsekban keletkezett tűzben bennégett. |
| Tordai Teri                     | Haller Sára                      | 298–1414                        | Pongrácz Barbara és Betty Tanakis Svájcban élő nagymamája, Péter és Brigitta édesanyja. Egy ideig Csillagkúton élt Péterékkel. |
| Csenky Nikolett                 | Martonyi Gina                    | 1414–1428                       | Kristóffal jártak, abban a hotelban dolgozott ahol Szilvia és Jenő bujkáltak. |
| Puskás Péter                    | Bánhidi Patrik „Svéd”            | 381–1213, 1415-1433             | A Macsek pincéreként dolgozott. Egy ideig Orsi vőlegénye volt, az elhunyt Emilke édesapja. Rákhalászként dolgozott Svédországban. Orsival szerette volna újrateremteni kapcsolatukat, de a lányt már nem hatotta meg a fiú könyörgése, ezért visszautazott Svédországba. |
| Vágvölgyi Lilian                | Bodolai Orsolya #1               | 878–1239, 1301-1470             | Gimnáziumba jár, Svéddel közös gyermeke a szülést követően vérhiány miatt meghalt. 2011. május 23-án Braghini Rozina vette át a szerepét. |
| Csuja Fanni                     | Tulipán Annamária                | 1460–1480                       | Kalem Józsi volt barátnője, közreműködik Konrád lebuktatásában. |
| Gerő Anna                       | Buzsáki Lili                     | 1287–1526                       | Kardos Zoli és Buzsáki Ági gyermeke, akiről az apa mit sem tudott. A kislány elrablása után anyja magával vitte, így elhagyta Csillagkútat. |
| Gesler Lili                     | Buzsáki Ágnes                    | 1287–1289, 1479–1526            | Kardos Zolival közös gyermekével tűnik fel Csillagkúton és a lányát ez eddig nem is ismerő Zolira hagyja. Norvégiából a rablás hírére hazatérő Ági megpróbálja Zoli és Margit házasságát tönkretenni. Amikor Kardos ezt megelégeli és elzavarja Ágit, a nő magával viszi Lilit, ami Kardost nagyon megviseli. |
| Szorcsik H. Viktória            | Bencsik Bea #1                   | 439–1601                        | Réka nevelt lánya, később Zoli gondoskodik róla, modellkedik. Rolandhoz megy feleségül. Karakterét 2011. október 14-től Bicskey Zsófia Anna vette át. |
| Brózik Klára                    | dr. Káldor Margit                | 1–1638                          | Nővér, illetve az egyetem elvégeztével orvos volt a klinikán. Kezdetben Viktorral járt, majd Viktor szakított vele, mert összejött legjobb barátnőjével, Dórával. Margit miatt nem házasodott össze Dávid és Ibolya, mert Dávidba volt szerelmes. Ezután Kardos Zolival jött össze, akivel összeházasodott, de elváltak. Többszöri öngyilkossági kísérlet után felgyógyult és elhagyta Csillagkutat, Áronnal együtt Afrikába utazott. |
| Kovács Krisztián                | Kavics                           | 1564–1683                       | Olivér és barátnőjével együtt drogoztak, az általa elkövetett recepthamisítás miatt Vera is bajba kerül. |
| Fillár István                   | Baranyai (Takács) Sándor         | 1738–1757                       | Álrendőr, a Pongrácz-villában Roland agyonlőtte, miközben ő Pétert akarta kinyírni. |
| Matoricz József                 | Medve Kázmér                     | 1730–1772                       | A Bodolai család által értékesített Bodolai elixír (pálinka) terjesztésében segít, közben belehabarodik Böbébe. |
| Szikszai Rémusz                 | Várnagy Előd #2                  | 1348–1408, 1727–1777            | Roland ölette meg. Betonba öntötték a lábát és a hídról a folyóba vetették. A holtteste soha nem került elő. |
| Mihályfi Balázs                 | Fehér Richárd                    | 10–1780                         | A Csillagkúti maffia első vezetője, Roland apja. Ikertestvére, Konrád lelőtte, a helyszínen meghalt. |
| Bicskey Zsófia Anna             | Bencsik Bea #2                   | 1608–1817                       | Miután megtudja, hogy Roland megcsalta őt, elválik férjétől és azonnal elment Ádám után Franciaországba, sikeres modell lett belőle. |
| Rádler Judit                    | Zsőtér Emese                     | 1802–1819                       | Dr. Horváth Veronika legjobb barátnője volt, egy ideig Józsival jött össze, de meghalt egy kezelhetetlen betegségben. |
| Peller Mariann                  | Cecília nővér                    | 1819–1830                       | Tamás atya le akarja vetni a reverendáját, a két nővér segíteni akar neki, hogy ne mondjon le a hivatásáról. |
| Hudák Anita                     | Borbála nővér                    | 1819–1830, 2125–2127            | Némaságot fogadott, azonban hogy segítsen Tamás atyának, egyszer csak megszólalt. |
| Bálinthegyi Papp Anita          | Füzesi Ágnes                     | 1783–1836                       | Közreműködik Száraz Emil könyvének kiadásában. |
| Vajda Violetta                  | Gátalmási Éva                    | 1861–1892                       | Nővér a kórházban. Az influenzavírus első betege, amikor egy kísérleti egér megharapta az ujját. Ellenanyag nem képződött a szervezetében, leállt a szíve és meghalt. |
| Borbáth Ottília                 | Balogh Rózsika                   | 1294–1897                       | A Pongrácz családnál házvezetőnőként dolgozik, közben besegít a kórházi büfében. Az Áron által tesztelésre behozott afrikai vírus fertőzésében meghalt. |
| Pintér Tibor                    | Kolozsi Pál                      | 1840–1899                       | Ingatlanüzér, lelövi Rolandot a nyílt utcán. Konrád parancsára Kiskovalcsik Agárdi segítségével beviszi a kórházba. Ott Konrád beadja neki az influenzavírust, hogy belőle nyerjenek ellenanyagot, de ezzel egyben meg is öli Kolozsit. |
| Pintér Gábor Attila             | dr. Szigeti Áron                 | 1312–1637, 1880–1903            | A kórház orvosa, Margittal együtt Afrikába megy, később egyedül visszatért Csillagkútra. Kísérleti egereken tesztelték az általa behozott influenzavírust, ami kiszabadult és több ember halálát okozta. Amikor látta, hogy mit tett, beadta magának is az immár mutáns vírust, és a szervezetében meglévő ellenanyag dacára tüdőembóliát kapott és meghalt. |
| Tarján Péter                    | dr. Kozma Gellért                | 1707–1918                       | Roland ügyvédje, őt és a feleségét Janics lelőtte a kis repülőtéren. Kozma Luca édesapja. |
| Tokaji Csaba                    | Vilmányi János „Janics”          | 1322–1922                       | Maffiózó, Agárdi legjobb barátja volt, együtt csináltak piszkos ügyleteket. Végül, amikor Barbarát és Rolandot le akarta lőni, jött Konrád és orvul agyonlőtte, rögtön meghalt. |
| Fehér Dániel                    | Varga Lóránt                     | 1910–1938                       | Budai embere volt, segített elrabolni Mártit. Később viszont átállt Márti mellé, mert azt hitte ő is szerelmes belé. Sikerült megszöknie Budai elől, de végül a rendőrök elkapták és lecsukták. |
| Tálos József                    | Agárdi Norbert                   | 1289–1524, 1862–1944            | Kristóf vér szerinti apja. Kimenekítette Balatoni Andreát egy kunyhóból, de ő Budai Krisztiánnal együtt felrobbant. Kristófra hagyja kocsmáját. |
| Sipos Eszter                    | Detre Cintia                     | 1843–1944                       | Maffianő, mesterlövész, Kolozsi egykori segítője és szerelme. Annak halála után Budai Krisztiánnal jön össze. Még időben elmenekül a felrobbantott kunyhóból. Később kiderül, hogy elfogták bankkártya-hamisításért, és Bécsben börtönbe zárták. |
| Honti György                    | Laci bácsi                       | 1881–1986                       | Rolandot meg akarta ölni, és a banda vezetését magához ragadni, de amikor a vén lókötő, a Konráddal vívott tűzpárbaj után menekülni próbált, Roland lelőtte. |
| Szalay Marianna                 | Fehérné Tóth Zsuzsanna           | 178–311, 1905–1987              | Roland édesanyja, Konrád szerelme egy érintéssel belelát az idegen emberekbe. Laci bácsi, Roland embere lelőtte, amikor a fia elé ugrott hogy megmentse. |
| Vlahovics Edit                  | Bánkuti Emese                    | 402–529, 756–885, 1985-1988     | Magdi édesanyja münchausen-szindrómában szenved, különféle módon megbetegíti a lányát, orvosi kezelésre szorult. Egyszer megszökött az intézetből és elrabolta Magdikát, de végül önként feladta magát, amikor a lány beteg lett. Mielőtt Magdi elköltözött volna Ausztráliába meglátogatta édesanyját, de ő már nem ismerte fel. |
| Növényi Norbert                 | Garai Árpád                      | 194–832, 1970–1992              | Karbantartó és biztonsági őr egyben, Rozinak próbál udvarolni aki nem viszonozza az érzelmeit. A szépségklinika építésekor azbesztet talál ami közte és Várnagy Előd között súrlódást okoz, és dulakodássá fajul aminek következtében súlyos fejsérülést szenved. Miután felépül egy óceánjárón szolgál. Majd egy rövid időre visszatér hogy Bandit és Emilt helyettesítse a kórházban. |
| Vay Viktória                    | Bánkuti Magdi                    | 402–2012                        | Lenke és Füredi nevelt lánya. Gimnazista: nagyon tisztelettudó és imádja a tanulást. Eleinte utálta Alexát, hiszen Attila miatta szakított Lenkével. Jól kijött Szabival és Gergővel is. Nemrég nagybácsijával Ausztráliába utazott el. Most is ott él. |
| Mechiat Said                    | Habib Arjemal                    | 2012–2047                       | Pakisztáni származású fiú, Orsi szerelme. Magyarországra jött tanulni, nem bírt visszamenni a saját hazájába, mivel lejárt a tartózkodási engedélye. Végül elvitték a rendőrök. |
| Bodor Géza                      | Budai Krisztián                  | 1216–2049                       | Csillagkút volt polgármestere. A feleségét, Balatoni Andreát rendszeresen verte, míg az elhagyta Fürediért, aki a polgármesteri széket is megszerezte tőle. Bosszút akart állni, de végül magát sikerült felrobbantania, amit viszont túlélt könnyű sérüléssel. Később bosszút állt a Füredi családon, de végül Konrád lelőtte. |
| Dögei Éva                       | Sávolt Gabriella                 | 1805–2067                       | A Csillagszem című internetes oldal szerkesztője és riportere. Amikor az eltűnt Fehér Zsuzsanna ügyében nyomozott autóbalesetnek álcázva ölte meg a maffia. |
| Száraz Dénes                    | Falvai Tamás atya                | 1113–1265, 1525–1887, 1992–2107 | Katolikus pap, Betty szerelme, őáltala javul meg Szabi. Elhagyja Csillagkutat, de 2011 májusában visszatért. Ő adná össze Bettit és Zolit. Amikor éppen szentesítette volna a házasságot, kirohant a templomból és Betty szeme láttára agyoncsapta egy villám és azonnal meghalt. Betty őrangyalaként többször megjelent. |
| Szolnoki Tibor                  | dr. Wágner Zoltán                | 2097–2108                       | Varga Balázs szétroncsolódott arcát műtötte meg jelentős összeg ellenében. Kisebb-nagyobb konfliktusokat okozott. |
| Pethő Kincső                    | Lux Anna                         | 1992–2118                       | Az Örök Fényesség Egyház egyik tagja, Lux Endre menye és nagyon megszereti Lucát. Öngyilkos lett, mert be kellett teljesítenie a 3. próféciát, beesett a tűzbe. |
| Fischer Norbert                 | Donát Antal „Dongó”              | 2127–2179                       | Varga Balázs bűnözőtársa volt. Visszakövetelte a 45 millió forintos kölcsönt, ha Balázs nem hajtja végre utasításait, akkor „át fogja szabni” Bettyt. Roland csapata úgy megverte, hogy kórházba került. Nem akármilyen bosszút akart állni Balázson, ha kijött volna a kórházból. Majdnem sikerült exbarátnője, Vali segítségével Balázst börtönbe juttatnia, de Rolandék megvédték, Dongót pedig kidobták a kórterme ablakán, aki szörnyethalt. |
| Urmai Gábor                     | Cuci                             | 1709–2421                       | Zsanettet futtatta. |
| Joshi Bharat                    | Sundar                           | 2212–2273                       | Egy indiai producer, aki bábfilmet készít Emil Vörös ciklon című könyvéből. |
| Fésűs Nelly                     | Perger Éva                       | 2246–2274                       | A nemzetközileg ismert modell azért bukkan fel Csillagkúton mert nagy eséllyel mellrákra való hajlamot örököl és megelőző jelleggel mindkét mellét eltávolíttatja. |
| Ullmann Mónika                  | Balatoni Andrea                  | 1698–2303, 2324                 | Füredi felesége, Budai Krisztián volt felesége. Budai rendszeresen verte és kínozta őt. 2013 nyarán agytumort diagnosztizáltak nála, ami sajnos gyógyíthatatlan volt, így belehalt a rákba. Attilát arra kérte, hogy segítse át a túlvilágra, de Attila képtelen volt megtenni. |
| Rónai Lili                      | Lovasi Márti                     | 1807–2331                       | Andrea lánya. Korábban a nagymamája nevelte, sokáig haragban volt anyjával, de végül kibékültek és együtt éltek a Füredi-házban. Gergővel járt. Ő nevezte be a szépségversenybe a fiút. Anyja halála után némi vívódást követően egy glasgow-i egyetemre ment környezetvédelmet tanulni. |
| Csuja Imre                      | Horváth Gusztáv                  | 1637–2347                       | Piroska férje, Horváth Veronika édesapja. |
| Bozó Andrea                     | dr. Pauler Júlia                 | 565–1352, 2336–2351             | Kirendelt ügyvéd többek között Fehér Roland, Várnagy Előd ügyeiben, majd később Szentfalvi Zsolt védőügyvédje. |
| Horváth Virgil                  | Pintér Miklós                    | 2297–2357                       | Kábítószer kereskedő, Rolanddal üzletel és szemet vet Bettyre. |
| Király Attila                   | Simon Csaba                      | 2197–2397                       | A kórház zsörtölődő betege volt, egy obsitos katona, elvált, kislányával élt. Nem akart pacemakert kapni, pedig nélkülözhetetlen lett volna neki. Megismerkedett Fannival, az ő hatására ment bele a műtétbe. Össze is jött a főnővérrel, de végül szakítottak. |
| Oroszi Tamás / Száraz Dénes     | Varga Balázs                     | 2049–2405                       | Bűnöző. Motorbalesetet szenvedett, így az arca szétroncsolódott. Ezért felhívta dr. Wágnert, hogy megműttesse az arcát, olyanra, mint Tamás atyáé volt. Bettyvel összebarátkozott. Megmentette Luca életét. A szektások azt hitték, hogy feltámadott Tamás atya. Megjelent a bűnözőtársa: Dongó, de nem tudja, hogyan adja meg neki a 45 millió forintot. Elhatározta, hogy új életet kezd. Mindenáron pénzt akar keresni, mert elköltötte arcplasztikára. Egyre jobban kedveli Bettyt, és együtt járnak. Roland jogtanácsa, majd jobbkeze lesz. Viharos a kapcsolata Bettyvel. Az ügyvédnél letétbe helyezett papírokkal zsarolja Rolandot, aki végül megtalálta az ügyvédjét, majd megölte Balázst. A karakter hangját mindvégig Száraz Dénes adta. |
| Miklós Marcell                  | Zentai Zsigmond                  | 2332–2405                       | Lux Endre beépített embere, ápolóként segíti a visszatérő Verát Luca visszaszerzésében. |
| Dóczy Péter                     | Lux Endre                        | 1992–2139, 2335–2416            | Veráék főellensége. Az Örök Fényesség Egyházának alapítója, vezetője. Csoportos öngyilkosságot akart rendezni a hívőknek, ez volt számára a 3. prófécia beteljesítése. Célja, hogy a „tiszták” végső megtisztulása elvezesse az örök fénybe. Amikor a rendőrök megérkeztek, elmenekült. Nem sokkal később a pályaudvaron elrabolta Verát és fogva tartotta. Végül az Örök Fényesség Egyház weboldal élőadásban bizonyította, hogy az embereivel együtt bedobták a tűzbe Verát. Később visszatért, és Vera segítségével megpróbálta visszaszerezni Lucát. A terve azonban kudarcba fulladt. Szlávik nyomozó lelőtte. |
| Pálfi Kata                      | Tóth Erzsébet                    | 2368–2420                       | Betty cellatársa a börcsökhalmi börtönben, féltékenyen és ellenségesen viselkedik, amikor Mari kikezd Bettyvel. Megszökik a börtönből. |
| Benkő Géza                      | Száraz Emil                      | 1153–2447                       | Karbantartó a Csillagvirág Klinikán, a rózsaszín regények falója, Emilio Dry művésznéven maga is híres ponyvaregényíró lett. Az első sikeres eladott könyve az Emilio Dry: Makacsul csókollak, majd a Vörös ciklon, amit 2014-ben meg is filmesítettek (bábfilmként). Gyöngyivel kötött házasságát saját döntése alapján felbontotta, amikor kiderült, hogy nem tud neki gyereket csinálni betegsége miatt. Ajánlatot kapott egy filmrendezőtől Caracasba, amit el is fogadott. Venezuelába történő megérkezését követően levélben tudatta meg Gyöngyivel és Bandival, hogy már nem fog visszatérni Csillagkútra. Az Emilt alakító Benkő Géza 2017 novemberében váratlanul elhunyt. |
| Miklós Krisztina                | Mády Kata                        | 2366–2463                       | Roland másik beépített embere, Barbara cellatársa. |
| Szabó Zsófia                    | Betty Tanakis #1                 | 970–2465                        | Helen Tanakis meggyilkolt kórházi résztulajdonos és Pongrácz Péter lánya, Barbara féltestvére, a kórház résztulajdonosa, az egykori krízisközpont vezetője. Kardos Zoltán felesége volt rövid ideig, de szakítottak. Tamás elvesztése után a pap még őrangyalként gyakran visszatér. Rövid ideig Szilárddal járt, majd Balázzsal jött össze. Betty Barbarával együtt börtönbe kerül kábítószer terjesztés vádjával. Balázs elvesztése súlyosan érinti. Betty Tanakis szerepét 2014. október 27-től Nagy Adrienn veszi át. |
| Makay Andrea                    | Fábián Gizella „Gizi bá”         | 2359–2465                       | A börcsökhalmi börtön smasszernője. Kemény börtönőr, mindenkinek tud feladatot adni, nem kímél senkit semmitől. Roland beépített embere. |
| Bacskó Tünde                    | Nagy Mária „Mázsa Mari”          | 2360–2467                       | A börcsökhalmi börtön nagy embere. Bárkit megver vagy becsicskáztat, a smasszernők rémálma. Bettyt és Barbarát is bántalmazta, nem ismer határokat. Gátlástalan, homoszexuális bűnöző. Ő volt a börtönlázadás értelmi szerzője is. Később megölték. |
| Nádasi Veronika                 | Kovács Magdolna                  | 2368–2467                       | Betty cellatársa a börcsökhalmi börtönben. |
| Vanya Tímea                     | Jónás Róza                       | 2362–2467                       | A börcsökhalmi börtönben őrként dolgozik. |
| Gesztesi Máté                   | dr. Szentesi Gábor               | 1866–2483                       | Rezidens, később orvos. Kardos szoba- és munkatársa. Nem szereti, ha új kollégája Bettyvel szerelmeskedik. Szeret bulizni, nőcsábász. Amikor Kardos elköltözik Balázs lesz az új lakótársa. Ő lesz az albérlet tulajdonosa. Balázs halála után Kristófnak adja ki a plusz szobát. Egy szakmai félkérés eredményeként Melbournebe megy dolgozni. |
| Ripka Kálmán                    | Halász Gergő                     | 1098–2490                       | Halász Szilvia és Halász István édes gyermeke. Tisztelettudó, udvarias kölyök, akinek mindene a suli és a tanulás. Szeretne önállósulni, ez azonban nem mindig jön össze neki, édesanyja – cukorbetegsége miatt – állandóan óvja. 2010-től belekerül Agárdi Norbert bandájába, zűrös üzletei vannak. Haragszik szüleire, amikor azonban kiderül Isti betegsége, megbocsát Nekik. Nagyon szereti Mártit, együtt jár vele. 2013 májusában érettségizik. Megnyerte a szépségversenyt, így elmehetett Olaszországba fotózásra. Visszatérte után szembesült azzal, hogy anyja és apja válni készülnek. Barbara iránti érzelmei nem találtak viszonzásra. Márti távozása óta szüleinek segít a Macsekban. Ő és Zsófi nagyon megkedvelték egymást, sok időt töltenek együtt, Gergő szívesen vigyáz a kislányra. Nagyon megviseli szülei válása, hogy Kristófot átverte Zsanett és István, később pedig bátyja viselkedése és alkoholizálása, és a családi hisztik sem állnak az utolsó helyen. Mindezek hatására úgy dönt, hogy Mártit követi és véglegesen kiköltözik Skóciába. |
| Szaksz Gabriella                | Tímár Zsanett                    | 1294–2498                       | Kezdetben prostituált, Várnagy Előd és Cuci futtatta. Kristóf nagy szerelme. Szilva nem nagyon kedvelte, mert múltjukban sok közös vonás volt, de végül megbocsátott neki. Az István miatti perpatvar rá is nagy terhet ró, különösképpen amiatt, hogy vonzódnak egymáshoz Istvánnal. Gyereke is született Istvántól, de mindenkinek azt hazudta hogy Kristóftól van. Azonban a csalás kiderült. Miután az egész család megutálta, arra a döntésre jutott, hogy a gyerekkel együtt elhagyja a várost. |
| Krizsik Alfonz                  | Kiskovalcsik Johnny              | 1777–2506                       | Fehér Roland leghűségesebb és legjobb spanja. Később ellene fordult, de Roland életben hagyta és lefokozta. Végül, amikor Barbarát meg akarta ölni, Aliz lelőtte. |
| Kembe Sorel                     | dr. Kalem József                 | 1243–2538                       | Rezidensként érkezett a Csillagvirág Klinikára. A tehetséges, fiatal orvos inkább ösztöneire hagyatkozik a gyógyításban, mintsem a száraz tananyagra, de makacs természete nem imponál minden kollégának. Vera férje. Depressziós és nagyon nyugtalan Vera miatt, hogy elrabolta Lux Endre. Bepánikolt, hogy mi történhetett vele. Abban reménykedett, hogy vissza fog jönni, de nem tudja elviselni és feldolgozni, mivel Vera meghalt. Utána jár az egész ügynek. Orsit eljegyzi, de Vera visszatérése után szakítanak. Miután kiderül, hogy Vera végig kijátszotta, már nem biztos az érzéseiben, de végül rájön, hogy szereti a nőt, és bár borzasztóan félti a kezdeti kudarcoktól, és emiatt meg is bántja néha, de mindig mellette áll. |
| Vida Sára                       | Kozma Luca                       | 1784–2538                       | Vera túlzottan aggódik érte. Mióta Luxéknál van, elutasító lett vele szemben. Ő a kiválasztott az Örök Fényesség Egyházában, Balázs mentette meg az életét a „végső megtisztulás” szertartáson. Azután Veráékkal van, de még mindig Luxékhoz vágyik. Később megszerette ismét Verát, de Verának el kellett mennie Erdélybe és egyszerre csak eltűnt. Lux Endre ugyanis elrabolta nevelőanyját és látszólag brutálisan megölte, majd ő is öngyilkos lett. Vera eltűnése után Orsit tekinti az anyjának, de később Vera visszatér, és vissza akarja őt vinni az egyházhoz, de ez nem sikerül neki. |
| Gados Béla                      | Hámori Jenő                      | 2418–2554                       | A börcsökhalmi fegyintézet igazgatója. |
| Demjén Gyöngyvér                | Vadász Jolán                     | 3–2562                          | Jolika empatikus, mindenkivel kedves büfés néni. |
| Csarnóy Zsuzsanna               | Fónagy Teréz                     | 470–2563                        | Szociális munkás, több örökbefogadást intézett. |
| Dányi Krisztián                 | Szentfalvi Zsolt (Tóth László)   | 2192–2342, 2542–2565            | Tenyérbemászó alak, aki Szilvia kegyeibe férkőzött, miután az szakított Istvánnal. Összeköltöztek, és Zsolt szeretett volna csendes társ lenni az új bisztróban. Közös számlát is nyitottak, és csak ekkor derült ki, hogy Zsolt valójában egy csaló, aki meglopta Szilviát. Menekülni próbált, de autóbalesetet szenvedett, amiben az igazi felesége meg is halt, és ő maga is megsérült. A sógornője segítségével a temetésről megszökött, a lányát, Zsófit Szilviára hagyta. Újra visszatért Váradi Gyula néven, „medikomágneses” foteleket és egyéb haszontalan vacakot adott el drágán, Károly bácsit is átverte. Zsófit István segítségével akarta külföldre vinni, de István lebuktatta. |
| Gémes Antos                     | Végh Dániel                      | 2566–2581                       | A Csillagszem újságírója, Nándi ölette meg. |
| Gesztesi Károly, Barbinek Péter | Füredi Attila                    | 84–2580, 2581–2589              | Építészmérnök, Magdika nevelőapja, a Kékmacsek résztulajdonosa. A 2012-es csillagkúti választások győztese, polgármester, Budai Krisztián riválisa. Előbb Lenke, majd Andrea férje-özvegye. Miután Andrea meghalt Alexával élt, de már szakítottak. 2015. április 17-től Barbinek Péter alakítja. A sok lejárató cikk miatt lemondott, és elhagyva Csillagkutat Glasgow-ba Mártihoz és Gergőhöz költözött. |
| Gere Dénes Ákos                 | Molnár Dénes                     | 2299–2595                       | Dóra barátja, egy alapítvány vezetője, aki rászorulókon segít. Ételosztás közben egy autó csapódik a tömegbe, súlyosan megsérül. Lassan felépül és megkéri Dóra kezét, de Dóra megcsalja őt Zolival. Mikor ezt megtudja, szakít Dórával és elhagyja Csillagkutat. |
| Baghy János                     | Benke István                     | 2600–2607                       | A lánykereskedő banda tagja, Roland lelőtte. |
| Baronits Gábor                  | Halász Kristóf                   | 1063–2614                       | Halász Szilvia és Agárdi Norbert vér szerinti fia, Halász István a nevelőapja. Amikor megtudja Isti betegségét, összeomlik a különben nagyon vagány, jóképű, szeretetre éhes srác, aki imádja a csajokat és az autókat. Zsanett a barátnője. A Kék Macsek mellett még dolgozik a „Barlang” nevű kocsmában, amit Agárditól örökölt meg. Miután kiderült, hogy Zsanett gyerekének apja valójában István, teljesen összeomlik. Apja autóbalesete azonban mélyen érinti, először magát okolja a történtek miatt, és nem meri meglátogatni a súlyosan sérült Istvánt, de végül bemegy, és megbocsát neki, bár még nagyon szomorú Zsanett és István afférja miatt. Fanni főnővérrel egymásra találnak, ám az idill megszűnik egy lánykereskedő banda felbukkanása miatt, akik után Kristóf nyomozni kezd. Egy gyilkosság helyszínén ugyanis elhagyja a telefonját, így a szervezet feje, Schwartz könnyen rátalál, és fenyegetni kezdi. Először azzal, hogy nem szólhat a rendőröknek, később viszont arra kényszeríti Kristófot, hogy drogot keverjen fiatal és csinos lányok italába, hogy Schwartz könnyen elrabolhassa őket. Ám Kristóf a rendőrségre megy, Gabit küldik a segítségére. Gabi bedrogozott lánynak álcázza magát, így sikerül elkapniuk a szervezet fejét (börtönbe megy), aki ez idő alatt fogva tartotta Kristóf menyasszonyát, Fannit. A pár azt hiszi, ezzel a rémálomnak vége, de ekkor Kristóf újabb fenyegetést kap. Végül egy tanúvédelmi program keretében elhagyja Csillagkutat és megszakít minden kapcsolatot menyasszonyával, családjával, barátaival és minden ismerősével.                                                                                                |
| Telekes Péter                   | Zámori Olivér                    | 1482–1683, 2516–2630            | Alexa öccse, kábítószeres, aki azt játszotta szerelmes Verába, hogy így szerezzen drogot. 2015 elején tér vissza, már leszokott a kábítószerezésről. Betty barátja lesz. Kiderül, hogy Nándinak dolgozik és Bettyt meg akarja ölni, de végül ő zuhan a szakadékba. Fehérék elintézik, hogy öngyilkosságnak tűnjön. |
| Tóth Olivér                     | Tárkányi Máté                    | 2616–2646                       | Az önkormányzat egészségügyi bizottságának elnöke, Vidovszky polgármester megbízottjaként, kórházi felügyelőbiztosként dolgozott. Fehér Roland csapdába állít neki és ő bele is sétál, amikor nem hagyta jóvá a szappan beszerzésről szóló számlát és botrány lett belőle, ezért Nándi kirúgta. |
| Malik Sándor                    | Kiss Richárd                     | 2619–2660                       | A lánykereskedő banda vezetője. Ő zsarolta meg Eszest, hogy legyen tégla a rendőrségen. Később meg is akarta vele öletni Sobrit, de nem sikerült neki. Végül Tibor segítségével fogták el. |
| Bernáth Dénes                   | Takács Elek                      | 2070–2713                       | A Csillagszem újságírója, mindig és mindenhol kiszagolja a szenzációt. |
| Nádas György                    | Galambos György                  | 1975–2720                       | Gyöngyi apja, bohém életű régiségkereskedőt játszik, aki régi bélyegsorért látszik érkezni Csillagkútra, de hamar kiderül róla, hogy önző üzér csupán. |
| Szabó P. Szilveszter            | Halmos Ferenc                    | 2484–2774                       | Nagy Gabriella volt férje, Adél apja, exrendőr. Látszólag egy magánnyomozó irodában dolgozik, de igazából egy bűnöző szervezet tagja, Csillagkúton akartak betörni, a lányát is kihasználta. Végül a rendőrök elkapták. |
| Sághy Tamás                     | Vidovszky Nándor                 | 1–1046, 1454–1780, 2543–2813    | Kezdetekben a kórház gazdasági igazgatója volt. Laurának született tőle gyereke, majd Klárinak is. Amikor az utóbbi kiderült, Klárival együtt elszöktek. Később Fehér Richárd embereként tért vissza 2011-ben. Hamis mosószert csomagoltatott éhbérért kiszolgáltatott nőkkel, amivel egészségüket is kockára tette. Mint kiderült, megzsarolták, ezért segített Rolandnak megölni Richárdot, hogy visszakaphassa a családját. 2015 elején újra megjelent Csillagkúton és polgármester lett, miután Füredi Attilát aljas eszközökkel eltávolította helyéről. A Pongrácz elleni lejáratókampány mögött is ő állt, Pétert el akarja távolítani a kórház igazgatói székéből. Meg akarta venni a kórházat Rolandtól, de Roland, Barbara és Betty becsapta, kénytelen volt elmenekülni a hitelezői és a rendőrség elől az országból. |
| Turek Miklós                    | Szilasi Andor                    | 2571–2813                       | A Csillagszem volt főszerkesztője, segédkezett Nándinak Füredi polgármester megbuktatásában. |
| Latham Alexis                   | Charles Baker                    | 2805–2815                       | Üzletember, Vidovszky az Egyesült Államokban ismerte meg. Strómanként működik közre, amikor Nándi meg akarja venni Rolandtól a kórházat. |
| Margócs Viktória                | Szabó Viktória                   | 1453–2823                       | Nővér volt a klinikán. |
| Götz Anna                       | dr. Kincsesné Laky Hajnalka      | 2807–2829                       | Patrícia édesanyja, Dóra kétszer is sikeresen megmenti az életét. |
| Böröndi Tamás                   | dr. Kincses Elemér               | 2807–2829                       | Patrícia édesapja, ügyvéd, nem nézi jó szemmel, amikor megtudja, hogy lánya a nála jóval idősebb Kardos doktorral jön össze. Azt szeretné, ha Patrícia Amerikában nagy karriert futna be orvosként. |
| Juhász Adrienn                  | Zimányi Elvira                   | 1–2850                          | Nővér, a nővérek szószólója. Müller százados felesége. Kedves, tisztelettudó nő, ám Ottó mellett ő is tanult egyet, s mást. Gyöngyi és Mónika egyik legjobb barátnője. Amikor Ottó Líviával, az első szerelmével megcsalja őt, nem tud neki megbocsátani neki, ezért él a lehetőséggel és Brightonba költözik egy dietetikusi képzés miatt. |
| Márton Eszter                   | Kápovicsné Kiss Rózsa            | 2090–2196, 2866                 | Munkafelügyelő. Bandit és Böbét felügyelte, amikor kötelező közmunkára ítélték őket. |
| Horváth Szabolcs                | Kézdi Ákos                       | 2848–2878                       | Hat lány életét ontotta ki, egyedül Fanni hisz az ártatlanságában. A rendőrség kérésére a főnővér segít Ákosnak a kórházból megszökni, aki a bizonyítékokat szeretné eltüntetni, de Szlávikék lefülelik. |
| Rák Kati                        | Vértes Hanna                     | 2777–2880                       | A Bodolai kisboltba jár vásárolni, Böbe féltékeny a nőre és egy veszekedést követően Bandi rövid időre Erdélybe utazik. Felajánl Bandinak egy szerelői állást a saját műhelyében. |
| Tűzkő Sándor                    | Pető Csaba                       | 2851–2897                       | Szabina szerelme és egyben tettestársa, esküvőszervezőnek adja ki magát. Még Vera gyanakvását is sikerül elaltatnia. Együtt tervezik, hogy külföldre távoznak a kicsalt pénzből, de Szabina őt is átveri és a rendőrség elkapja. Miután rájön, hogy Szabina egyedül lépett le a pénzzel, segít a rendőröknek elkapni a lányt. |
| Kakasy Dóra                     | Bartos Kata                      | 2479–2900                       | A Csillagszem ambiciózus újságírónője. Munkájából adódóan kezdetben kotnyeles, rámenős nő, akit csak a karrierje érdekel. Összefogott a Bodolai és a Révész testvérekkel, hogy megmentsék Füredi Attilát a lejárató kampány miatti bukástól, amit Vidovszky folytatott a polgármester ellen. Egymásra találtak Milánnal, majd Vidovszky sajtófőnöke, szeretője, besúgója lesz. Miután Nándi elhagyta Csillagkutat, terhesen tér vissza a városba. |
| Nyári Szilvia                   | Bezerédi Szabina                 | 2843–2905                       | Szilárd nővére, régóta rossz viszonyban vannak egymással, amiért Szabina kicsalta a családja pénzét. Látszólag békülni jött Csillagkútra, de csak újabb gyanútlan emberre vadászik, aki történetesen Viktor. |
| Viczián Ottó                    | Károlyi Attila                   | 2882–2921                       | Bűnöző, vállalkozó, lakóparkot szeretett volna építeni, ám ez összedőlt és jó néhány ember halálát okozta. Ezután barátja, Sanyi nyomására háborút kezdeményezett a Fehér klán ellen, és megpróbálta Kellert is átcsábítani magukhoz. Amikor csapdába csalták Alizt, arra utasította Kellert, hogy ölje meg, miközben ő és Sanyi elmentek a Pongrácz villához. Egy telefon révén Károlyi tudomást szerzett arról, hogy Rolandék elfoglalták a raktárát, ezután bújkálni kezdett. Amikor Sanyi elfogta Alexát, Károlyi tárgyalni kezdett Fehér Rolanddal, Alizt akarta Alexáért cserébe. Sikerült is elfogniuk Alizt, ám akkor Rolandék megjelentek a raktárnál, és rajtuk ütöttek. Károlyi felgyújtotta a helyiséget, ahol Alexa volt, megölve ezzel őt, ő maga pedig ismét meglépett. Az emberei azonban mind odavesztek, Sanyival együtt. Ezután hosszú ideig menekült, de végül Aliznak sikerült elfognia, és elvitte őt Konrádnak, aki vallatást követően végzett vele. |
| Liptai Claudia                  | dr. Zámori Alexa                 | 873–1757, 2254–2922             | Plasztikai sebész, bevállalós, szókimondó típus. Először Füredivel jött össze, de nem működött a kapcsolatuk. Péterbe szeretett bele, akivel együtt élt a balesetéig. Várnagy Előd félresikerült akciója során autóbalesetet szenvedett és másfél évre kómába került. Egy külföldi kómacentrumba szállították, részleges amnéziája van. Miután magához tért, meglepetésszerűen tért vissza, és ismét összejött Füredivel. Később szakítottak. Konráddal való rivalizálása miatt érdekből ismét Pétert környékezte meg, akinek megkérte a kezét. Ő a kórház megbízott igazgatója. Egy bűnszervezet az öccsével zsarolta, így elérve, hogy Alexa többször is megmérgezze Pétert és hazudjon mindenkinek, mindezt azért, hogy a banda ellophasson egy több millió forint értékű CT készüléket. A rablás meghiúsult, ám Alexa nem tudott megbocsátani magának, és elhagyta Csillagkutat, csak az öccsét, Olivért látogatta, aki elvonón volt. Ezután mégis visszaköltözött Péterhez. Károlyiék elrabolták és a raktárban, ahol fogva tartották tűz miatt meghalt. |
| Maday Gábor                     | Kaló Sándor „Sanyi”              | 2881–2922                       | Maffiózó, Károlyi leghűségesebb barátja és legjobb embere. Felbuzdította Károlyit, hogy vegye át a szervezet irányítását Konrádtól és a háború ki is tört. Később lelőtte Alexát, ám közben Fehérék elfoglalták a raktárukat. Majd megfenyegette Lacit, kémkedjen Konrádék után, majd menekülés közben rálőtt Alizra. Elrabolta Alexát és a raktárban bunyózni kezdett Alizzal, aki a bunyó végén lelőtte. |
| Szalma Tamás                    | dr. Bezerédi Levente             | 2880–2958                       | Neves pszichiáter, konok ember, mindenért, így Szabina csalásaiért Szilárdot tartja felelősnek. A karakter megjelenésekor egy epizód erejéig (2849.) Ádám Tamás alakítja Leventét. |
| Szalay Marianna                 | Czakó Mariann                    | 2736–2958                       | Fehér Zsuzsanna féltestvére, a Révész testvérek édesanyja. Valószínűleg öngyilkosságot követett el, ám elképzelhető, hogy jól álcázott gyilkosság történt esetében. Erre a mai napig nem derült fény. |
| Molnár Zsuzsa                   | Bezerédiné Szőnyi Nóra           | 2849–2960                       | Szilárd édesanyja, aki mindig hitt Szabinának és sok-sok pénz adott neki. Amikor újra felszínre kerül Szabina gyerekkori traumája és elpártol férje mellől, válni akar tőle. |
| Fehérvári Péter                 | Cillei Anton                     | 2991–3010                       | Közismert nevén Sintér, egy tolvaj banda irányítója, még a rendőrségen is van beépített kapcsolata, de a Csillagkúti rendőröknek sikerül kézre keríteniük a férfit, aki rövid ideig fogva tartja Gyöngyit. |
| Ruttkay Laura                   | Szűcs Lívia #1                   | 2829–3057                       | Az Országos Rendőrfőkapitányság központjában őrnagy. Ottó volt iskolatársa és szerelme. Amikor Garait egy időre felfüggesztik őt küldik Csillagkútra és a közös munka közben újra felmelegszik a kapcsolata Ottóval. Először ellenszenves, de a végén jól kijön a kollégáival. Már úgy látszik, hogy Csillagkúton marad, amikor kap egy titkos megbízást és az ország másik végébe helyezik át. |
| Fábián Anita                    | Halászné Nagy Szilvia            | 1098–3076                       | Halász István felesége. Korábban prostituáltként számos kalandba keveredett, ezek miatt később bűnhődnie kellett. Szlávik hadnagy szeretője, Gergő és Kristóf édesanyja. 2010 és 2011 számára zűrös időszak: a férjével válófélben voltak, aztán kibékültek, közben Szilva folyamatosan csalta párját. A volt rendőrrel azt beszélték meg, hogy Bécsbe utaznak, ám végül családjával maradt. Gyanúsította Istvánt a lóverseny és a pókerezéssel, aztán veszekedés lett. Végül megnyugodott Füredi hatása által és kibékült Istvánnal. Ismét megtudja, hogy megint tétekkel játszik, se eleje, sem vége, nem lesz béke közöttük, elválnak. Zsolttal – mint kiderül egy csalóval – élt együtt vidéken, aki kicsalta az összes pénzét, s a rendőrök kezei közül szökött meg, ezzel ráhagyva a kislányát, Zsófit, akit végül Szilvia befogad, bár mindig Zsoltra emlékezteti, s emiatt sokszor undok a kislánnyal, de végül rendeződik köztük minden. Miután megtudja, hogy István Zsanett gyerekének az apja, mérges lesz, de a férfi autóbalesetét követően mégis kissé megenyhül. Mikor István a kórházban kéri meg a kezét, nem biztos magában, attól tart, hogy gyerekei dühösek lesznek rá, és széthullik a család, ám az ő beleegyezésükkel végül igent mond. Szilvia nagyon szeretné, ha Zsófi Skóciába tanulna és arra biztatja Istvánt, hogy adják el a Macsekot, de a férje nem akar belemenni az eladásba. Amikor Szilvia egy rosszullétet követően bekerül a kórházba találkozik Héder Tomival és megcsalja vele Istvánt. Zsófit elkíséri Skóciába, majd úgy döntenek kint maradnak Attilával és Gergővel. Miután István tudomást szerez a félrelépéséről Szilvia telefonon szakít Tomival. |
| Keveházi Lili                   | Tóth Zsófi                       | 2328–3076                       | Szentfalvi Zsolt lánya. Autóbalesetben meghalt az anyja, az apja pedig megszökött. Szilvia és Isti gyámsága alatt áll, akikkel először nem volt felhőtlen a kapcsolata, ám később összebarátkozott velük, és nagyon megszerette őket. Szilviával Skóciába költözik, István utánuk megy. Érdekesség, hogy a kislányt alakító Keveházi Lili a való életben a Szilviát játszó Fábián Anita lánya. |
| Dózsa Zoltán                    | Halász István                    | 1043–3091                       | Halász Szilvia férje, Gergő édesapja és Kristóf mostohaapja. Priusza miatt kerüli a nagyobb balhékat, nem szeretne megint sittre kerülni. Odaadó, gondoskodó családfő, imádja Szilvát. A Kék Macsek résztulajdonosa. Vendéglátós. Tüdőrákban szenvedett, a kocsmában elszenvedett passzív dohányzása miatt. Egyelőre gyógyultnak nyilvánították, műtét és kemoterápia után. Kék Macsekben lóversenyezett nagy tétben, míg Szilvia megtudta, összevesztek. Ígéretet tett, hogy nem játszik többet lóversennyel. Igen ám, de pókerezett kis tétekben, míg Gáborékkal tartottak vetkőzős pókerpartit tét nélkül, jöttek a csinos nővérkék és ezért Szilvia megint veszekedett, míg végül Füredi Attila helyrerakta őket. Azóta kibékültek. Netes pókerrel, is próbálkozott, de elvesztette az összes tétet és így kénytelen volt Bezerédihez fordulni, a játékfüggőség kigyógyítása végett. Ő Zsanett gyerekének az apja. Miután ez kiderült, Szilvia ismét eltávolodott tőle. Kristóffal való telefonos vitájuk autóbalesetbe torkollik, amely miatt majdnem lebénul. Még a kórházban újra megkéri Szilvia kezét, aki hezitál, mert fél, hogy gyerekei haragudnának, ám Kristóf és Gergő beleegyezésével mégis igent mond. Miután kiderül, hogy Szilvia megcsalja Istvánt Héder Tamással először verekednek a Macsekban és a kórházban, majd a sajtóhoz viszi hogy lejárassa Héder Tamást. Ezért Tamás megfenyegeti Istvánt, aki visszafizeti a pénzt, amit Zsófi külföldi tanulmányai finanszírozására fogadott el. Eladja a Macsekot és úgy dönt, hogy Skóciába utazik Szilviához és Zsófihoz. |
| Varju Kálmán                    | Héder Tamás                      | 3047–3091                       | Vagyonos autószalon tulajdonos, szívinfarktussal kerül be a kórházba, élete a bulizás és a nők. Személyi asszisztensi állást ajánl fel Gyöngyinek. A kórházban megismerkedik Szilviával és össze is jönnek, Tamás finanszírozza Zsófi skóciai tanulását, amit végül visszakap Istvántól. |
| Szekulesz Márk                  | Maróti János                     | 3111–3149                       | Testvérével együtt bérgyilkosok, Roland őket bérelte fel Mariann eltüntetésére. Roland megbízza a testvéreket, hogy öljék meg Milánt, a Révészék lakásában várakozva János a haza érkező Szabit lövi le tévedésből. Roland az erdőben lelőtte. |
| Timkó János                     | Maróti Dávid                     | 3111–3149                       | Testvérével együtt bérgyilkosok, Roland őket bérelte fel Mariann eltüntetésére. Konrád megmenti az életét cserébe a felvételért, amin a Maróti testvérek elismerik, hogy Roland megbízásából tették el láb alól Bori és Milán édesanyját. |
| Kassai László                   | Filkó Dénes „Fidó”               | 1108–1349,1885-3166             | Várnagy Előd régi spanja, minden piszkos ügyben segített neki, majd a Fehér klánban ténykedik. Rolanddal együtt ő is elmenekül. Hónapokkal később Bandi és Szekeres Iván kiásnak egy koporsót Konrád lakókocsija körül. Mint kiderül, Fidó volt benne. |
| Nemes Szabina                   | Hollai Tünde                     | 693–3171                        | A kórház nővére, jóban van Elvirával. |
| Szabó Dóra                      | Gáspár Kinga                     | 2192–3242                       | A klinikán dolgozik mint nővér. Szabi merész álmokat kergetett vele kapcsolatban, aztán csak a portréját tudta megfesteni, de Kinga kedvesen a tudtára adta a fiatal fiúnak, hogy ők csak barátok lehetnek, egyébként is van párja. Ám később ennek ellenkezőjét mutatja Szabi irányába, miután a fiú festményeivel sikeres kiállítást tudhat magáénak, viszont ekkor már Szabi utasítja vissza őt a Borival való boldog párkapcsolatára hivatkozva. |
| Bánfalvy Ágnes                  | Telekes Jutka                    | 3234–3255                       | Ildikó féltestvére. A vihar miatt meghalt a férje, de mivel Jutka úgy hitte ő miatta halt meg, öngyilkos akart lenni. Meli segített neki, Ildikó feltűnése után nem látogathatta Jutkát. |
| Nyertes Zsuzsa                  | Telekes Ildikó                   | 3244–3261                       | Jutka féltestvére, mint kiderül a gyereke Jutka férjétől van. Szerelmes lett Károly bába, de amint az öreg rájön, hogy milyen valójában otthagyja. |
| Pásztor Erzsi                   | Lakovics Sándorné Teréz          | 3304–3308                       | Egy nehezen kezelhető, problémás beteg, aki azonnal felismeri Ági nővért, gyilkosnak nevezi őt és nem hajlandó elfogadni tőle a gyógyszereket, az orvosokat pedig palacsintával mérgezi meg. |
| Fillár István                   | dr. Nyilas András                | 3321–3329                       | Alexék új igazgatójelöltje, miután Pongrácz felmondott. A kollégáknak ellenszenves, ezért úgy döntenek, hogy ők is felmondanak. Ezért Alexék kénytelenek kirúgatni, majd hamarosan visszatér, mert ő végzi el az éves foglalkozás egészségügyi vizsgálatot. |
| Illés Dániel                    | Turi Attila                      | 3305–3334                       | Bűnöző, Bogdán embere, Gabi a raktárban egy rendőrségi rajtaütés közben önvédelemből lelőtte. |
| Fehér Ákos                      | Rudas Levente                    | 3304–3335                       | Bűnöző, Bogdán embere, Konrád saját magát védve lelőtte. |
| Noé Viktor                      | Kovács Imre                      | 1490–3335                       | Rendőrőrmester. Veseelégtelensége miatt csak a szervátültetés mentheti meg az életét. Sorsa elhagyott fia kezében van. |
| Pásztor Ádám                    | Laky Márton                      | 3132–3337                       | Orsi pasija, egy rendes, lelkes gyerek. A Bodolai család hamar befogadta, de miután Big újra megjelent Marci féltékenységében szakított Orsival, a lány végül Ákost választotta. |
| Lukács Gábor                    | Bogdán Zsolt                     | 3313–3337                       | Bűnöző, azt mondják róla, hogy ő a legkeresettebb gengszter az egész országban. Csillagkútra azért jön, mert új szervezetet akar alapítani. Két legjobb emberével, Rudassal és Turival kezdetben nagy sikereket érnek el. Ő a szervezet feje. Megpróbál Konrádékkal egyezkedni, de ők visszautasítják. A banda központja a művelődési ház. Kiderül, hogy Roland mozgatja a szálakat a háttérben, de Roland csak a pénz egy részét kéri, a szervezet feje pedig marad Bogdán. A rendőrök megpróbálják lekapcsolni csapatát, míg ő a kisfőnökökkel tárgyal, de elszökik, majd Konrádra támad és elkapják a rendőrök. |
| Timon Benjamin                  | Kövesdi Ákos „Big”               | 1274–3106, 3273–3338            | Szabi barátja, látszólag rossz fiú, akinek szíve van. Ő és a bátyja benne volt Bodolaiék áramlopásában. A Macsek pincéreként lelkiismeretes srácnak mutatkozik. Előbb Adéllal, majd Orsival járt. Miután Zseni és Meli megveszi a Macsekot, kirúgják. Emiatt elmegy Csillagkútról és kertész lesz. A kert gazdája eladta a telket és vett egy nagyobbat, ám télen nem lehet kertészkedni, ezért egy kis időre visszautazott a városba, ahol Meli és Zseni felvette a Macsekbe pultosnak. Big szerelmes Orsiba és újra összejönnek, de rá kell jönniük, hogy nem működik, így visszamegy vidéki munkahelyére. |
| Kedvek Richárd                  | dr. Bezerédi Szilárd             | 1570–3343                       | A kórház pszichiátere. Megnyerő és kedves, hivatásából adódóan mindenkivel elfogadó. Bettyvel járt, miközben csatlakozott az Örök Fényesség Egyházba. Végül Lux Endre elnevezte Árulónak „Az áruló a tiszták közé rejtőzik”, mert megszegte súlyosan a szabályokat. De hála Balázsnak, hogy megmentette az életét. A szekta visszatérése után Orsival együtt segített leleplezni Endrét, bár sokáig ő sem hitte el, hogy Vera összejátszik velük. Szabina – a nővére – megjelenik az életébe. Először rossz sejtése van, mert régen kihasználta Szilárdot és a szüleit, végül neki lett igaza. Apja miatt majdnem elveszti állását, de egy leleplező cikket ír. Egy ideig Patríciával alkotnak egy párt, a kórház kettészakadása hatására szakítanak, majd Timivel jött össze. Egy félreértés miatt elbúcsúzhat az állásától, a Csillagvirág Klinika társigazgatója, Faragó Alex kirúgja a kórházból és Szilárd elhagyja Csillagkutat. |
| Géczi Zoltán                    | Lakos Csaba                      | 3346–3367                       | Vali férje, többször megütötte a feleségét, de mindig bocsánatot kér tőle és fogadkozik, soha többé nem emel rá kezet. Elviszik a rendőrök, amikor egy cselszövés részeként kábítószert találnak a lakásban. |
| Száraz Janka                    | Lakos Valéria                    | 3339–3368                       | Bodolai Böbéhez jár lelki tanácsadásra. Milán is segíteni akar rajta, mert Valit a férje bántalmazza. |
| Mészáros Tamás                  | Varsányi Zsolt                   | 3370–3385                       | Betti eltűnésekor Péterrel elhiteti, hogy tudja hol van a lánya, de az első adandó alkalommal meglép a pénzzel. |
| Szalma Noémi                    | Németh Anna                      | 3365–3424                       | Terhes kismama, akinek a halálosan beteg édesanyját egy házasságszédelgő próbálja kihasználni. |
| Vass György                     | Lugosi Vladimír                  | 3418–3443                       | Csillagkút vámpírja, az utcákon ijesztgeti a nőket, pszichopata. Gyöngyit teljesen a bűvkörébe vonja. |
| Mihályfi Balázs                 | dr. Fehér Konrád                 | 1235–3467                       | Katonaorvos volt. Megszerezte a klinika igazgatói székét, amit később Pongrácz Péter visszafoglalt tőle. Ikertestvére, Richárd ellensége, önvédelemből megöli őt. Behódol unokaöccsének, Rolandnak, amikor rájött, hogy átvette apja helyét a szervezetben. Aliz férje, aki Barbara és Betty egykori börtöntársa volt. Miután a maffia lebukott, tisztességes életet él felesége mellett, szerződik a rendőrséggel, és nem kér Bogdán új maffiájából. Miután Tünde lelövi Alizt, bosszút akar állni, de Roland kinyírja. |
| Sallai Nóra                     | Németh Mónika                    | 1540–3468                       | Nővér, helyettes főnővér Fanni távollétében. Összebarátkozott Bettyvel, de ő túlzottan rászállt a magánéletére. Közben éppen a lány apjával, Pongrácz főorvossal keveredett románcba. Alexa visszatérése után azonban szakított Péterrel. Gyöngyi és Elvira legjobb barátnője. Alexa halála után ismét összejött Péterrel. Barbara állandó hazudozása és amiatt, hogy Péter minden problémát a szőnyeg alá söpört, elege lett ebből és elköltözött, majd a klinikán is felmondott. Ezután elhagyta Csillagkutat. |
| Kassai Károly                   | dr. Bervicz István               | 3460–3473                       | Egy magánklinika tulajdonosa, miatta jön át Fellegi Bálint a Csillagvirág Klinikára. Lebuktatja Alizt és Tündét, amiért ellopták az ő fájljait, egyezkedik Rolanddal, tehát valószínűleg bűnöző. Végül lelép Csillagkútról kiürítve a Bervicz klinikát. |
| Solymosi Ákos                   | Fazekas Elemér                   | 3501–3543                       | Csillagkút polgármesterének halálát követően megüresedett székért jelöltként kerül a képbe, összejön Melivel. A szavazás előtti napon a nyilvánosság előtt bevallja egy korábbi bűntettét és visszalép Márk javára. Elköszön Melitől és távozik a városból. |
| Sáfár Anikó                     | Kővári Hanna                     | 3563–3567                       | Színésznő, a plasztikai sebészet reklámarca miután megműtötték. |
| Szemán Béla                     | Zemlényi András                  | 3506–3569                       | Csillagkút alpolgármestere, az időközi választáson ő is indul, sikertelen próbálkozása Elemért befeketíteni. |
| Varga Gabriella                 | Lukács Vanda                     | 3567–3584                       | Bálint volt felesége, Dominik édesanyja. Kanadában éltek Dominikkel majd visszajött Csillagkútra és rákban meghalt. |
| Mózes András                    | Kiss Tamás                       | 3568–3585                       | Barbarával és Borival szerződött, Szabinak végig fura volt, majd kiderült, hogy örült és szerelmes Boriba, mikor rátámadt Borira, Gabi lelőtte. |
| Miklós Krisztina                | Kovács Brigitta                  | 3591–3600                       | A szépség klinikára jött terhesen, mert nem akarja a születendő gyerekét, ezért pénzért akarja eladni. |
| Cap Júlia                       | Tatár Anikó                      | 3375–3608                       | Japán szakos egyetemi hallgató. Deka szerelme. Előtte egy Matyi nevű fiúval járt, de az a kapcsolata elhidegült, csak azért maradt mellette, mert zsarolta őt. Később mégis összejött Dekával, de végül szakítottak. |
| Takács Zalán                    | Marosi Dániel „Deka”             | 2916–3613                       | Gyerekkori barátja Melinek, akibe szerelmes a kezdet kezdete óta, ám a lány mit sem sejt érzéseiről. Jólelkű, kicsit esetlen, nem túl magabiztos fiatalember. Édesanyja cégénél munkálkodik, Anikó volt barátja. Elmegy Londonban gazdasági nyomozónak tanulni. |
| Kiss Erika                      | Horváthné Kannás Piroska         | 1637–2690 3618–3625             | Bodolainé Kannás Erzsébet nővére, Horváth Veronika édesanyja. Néha meglátogatja lányát és a Bodolai családot. Legutóbb azért jött, hogy Böbééket visszacsábítsa Erdélybe, ami részben sikerül neki. |
| Cseke Katinka                   | Bodolainé Kannás Erzsébet „Böbe” | 878–3631                        | Bodolai Bandi exfelesége, Orsi és Szabi édesanyja. Fodrásznak tanult, ám szakmájában nem tudott elhelyezkedni, így egy darabig házvezetőnőként dolgozott. A kisbolt résztulajdonosa, naiv, hiszékeny, kedves, jószívű de pletykás, mindene a családja. Néha sárkányként viselkedik. Indul a polgármester címért, mint Vaslady, de visszalépett a támadások miatt. Piroska invitálására vissza költözik Erdélybe a Huttwágner szálloda igazgatása miatt. Mint kiderült Erdélyben összejött Huttwágner Pállal. |
| Éry-Kovács Zsanna               | Szűcs Lívia #2                   | 3319–3339 3629–3673             | Ottó már kezdi elfelejteni, mikor újra feltűnik Lívia. Segít lebuktatni az új maffiát, de e miatt hazudnia kellett Ottónak, és visszamegy Budapestre. Majd újra Csillagkútra jön lebuktatni, hogy ki lehet Olga, de miután Roland látszólag megkötötte a szerződést Olgával visszament a központba. |
| Beszterczey Attila              | dr. Fellegi Bálint               | 3454–3697                       | Az új pszichiáter Csillagkúton. Nem volt elégedett a Bervicz Klinikával, ezért jött át. Mindenképpen akar Gyöngyinek segíteni a gyógyulásában, fia Dominik a segítségével menekült Csillagkútra. Segített Orsin majd összejöttek. Kiderül a múltja, hogy drog- és alkoholproblémái voltak. Szakít Orsival, beadja a felmondását és elköltözik Csillagkútról a fiával együtt. |
| Gerő Botond                     | Fellegi Dominik                  | 3554–3697                       | Dr. Fellegi Bálint fia, az anyja Kanadába vitte az apja tudta nélkül, ám Dominik nem érezte jól magát ott. Az anyja tudta nélkül az apja segítségével hazajött. Az édesanyja halálos beteg, miután meghal Dominik az apjával marad. Amikor kiderül az apja múltja és kénytelenek elköltözni Csillagkútról. |
| Braghini Rozina                 | Bodolai Orsolya #2               | 1473–3702                       | Elutazott Pakisztánba új szerelméhez, majd visszatért Bodolaiékhoz. Bébiszitterként vigyázott Lucára és együtt tanultak. Józsi eljegyezte, de Vera visszatérése után szakítottak, Lucával azonban továbbra is jó kapcsolatot ápolt. Mikor Vera, a szekta befolyása alatt állva el akarta rabolni a kislányt, hogy kiválasztottként ő vezethesse őket a megtisztuláshoz, az örök fényességbe, Orsi nyomozásba kezdett és Szilárd, a kórház pszichiátere segítségével együtt megmentették a kislányt. Átment egy rossz időszakon miután Milánnal Hollandiából visszajöttek, ugyanis drogozott, ebből a helyzetből Bálint segítette ki egy idő után összejött Bálinttal, de szakítás lett a vége. Böbe hívására Erdélybe költözik és a kastélyszállóban lesz marketinges. |
| Károlyi Krisztián               | Lendvai Márton                   | 3635–3706                       | Előbb a rendőrség beépített embere volt, majd átállt Rolandék bandájába és ott dolgozott. |
| Nagy Adrienn                    | Betty Tanakis #2                 | 2466–3348, 3705–3708            | Roland Barbarával együtt őt is kihozza a börtönből, ám Betty szabadulásakor nem találja a helyét. Összebarátkozik az akkor épp elvonón lévő Olivérrel, Alexa testvérével és később össze is jönnek. Olivér becsapja és egy szikla peremén le akarja lőni. Utána Márkkal kezd el járni, Roland miatt szakítanak. Márk ki akar vele békülni és a Macsekban várja, de Betty sose ért oda. Eltűnt és senki se tudja, hogy vajon miért. Több mint egy év után kiderült, hogy Bettyt mindvégig Bedő emberei tartották fogságban. A rendőrök kiszabadították, majd hazament a családjához. Részt kellett vennie egy tanúvédelmi programban. |
| Legerszki Krisztina             | Pongrácz Barbara #2              | 913–3710                        | Miután hazaszállították a bécsi klinikáról egy új arccal kellett szembesülnie, amire még a Rolanddal való bimbózó románca is rámegy és újra Előd karjaiba menekül, majd össze is házasodnak. Azonban hamarosan rájön, hogy Előd áll az apja elrablása mögött, aminek hatására el is válik Elődtől és ismételten összejön Rolanddal és, össze is költöznek. Előd persze ezt nem nézi jó szemmel, ezért egy apja elleni balesetnek álcázott merénylet keretében elvágja Péter kocsijának fékolajvezetékét, azonban balszerencséjére az autóban Alexa és Barbara ültek, és mindketten életveszélyesen megsérültek, Miután megtudja, hogy Roland maffiavezér, szakít vele. Azután Gergővel jön össze, de rájön, hogy a fiú túl fiatal hozzá. Utána húgával együtt le akarja buktatni a maffiát, de ez végül balul sül el. Roland hogy megvédje az embereitől, kénytelen börtönbe juttatni testvérével együtt. Miután elege lesz az ott uralkodó terrorból, drogot kezd el teríteni, aminek segítségével lesz egy szép kis csapata, akik segítségével megvédheti magát és a testvérét. Roland Bettyvel együtt kihozza a börtönből, majd újra egymásra találnak. Össze is házasodnak, támogatja a férjét, és Roland sok alvilági részletbe beavatja. Miután Roland lebukik a maffiával, kénytelen elhagyni Csillagkutat. Barbara teljesen összeomlik, nehezen tudja feldolgozni kisbabájának elvesztését és férje hiányát. Egy film forgatása kapcsán összegabalyodik Zsenivel, de Roland miatt szakítanak. Újra beleszeret Rolandba és az ő új irodaházának megnyitója után el akarják hagyni a várost, azonban Tünde felrobbantja az épületet és Barbara belehalt sérüléseibe.                           |
| Moravetz Levente                | dr. Finta Máté                   | 2176–2178, 2466–3735            | Roland, majd Aliz ügyvédje. |
| Váradi Eszter Sára              | Tardosné Bíró Bíborka „Bibi”     | 3769–3778                       | Tardos Béla felesége. Alizék a kórházból rabolták el, hogy zsarolják Tardost. Miután elengedték, Bedő Aliz parancsára megölte őt. |
| Laklóth Aladár                  | Tardos Béla                      | 3769–3783                       | Szoftverfejlesztő, milliárdos vállalkozó. Feleségét, Bibit Alizék elrabolták, nagyon magas váltságdíjat követelnek tőle. Alizék őt is meggyilkolták. |
| Réti Barnabás                   | Molnár Gergely „Májer”           | 3759–3783                       | Játékbarlangot üzemeltet, a rendőröknek szállít információkat Alizról és Bedőről. Aliz végül rákent mindent és elmenekült, a Magas-Tátrában miközben a rendőrök a nyomában voltak a kocsijával megcsúszott, letért az útról és emiatt életét vesztette. |
| Nagy Balázs                     | Kollár Mihály                    | 2502–3793                       | Volt étterem-tulajdonos, Zimányi Elvira nővér unokatestvére. Később megnyitotta burgerezőjét Burgeritis néven. Előbb Gyöngyi, majd Vera barátja. Miután szakítanak Verával Budapestre költözik és Csilla éttermét fogja vezetni. |
| Dobó Enikő                      | Hajdú Csilla                     | 3776–3793                       | A Burgeritis új alkalmazottja Krisztián távozása után. Ádám nővére. Budapesten egy éttermet örökölt, ezért oda költözik. |
| Hagya Bence                     | Hajdú Ádám                       | 3784–3793                       | Csilla öccse. Néha besegít a Burgeritisben. |
| Benkő Bence                     | Zentai Bence                     | 3527–3818                       | Ápoló a kórházban, Timivel járt. Roland másik elkötelezett támogatója a segítő csoportban. Miután Timi szakított vele elrohant a Macsekból, majd Kampec és Tünde csapdába csalták és Tünde lelökte egy épület tetejéről. |
| Horváth Szabolcs                | Pintér Ákos                      | 3801–3828                       | Melivel üzleteltek az alapítványnál, amikor Meli nem fizeti ki ezért zsarolni kezdi, Milán elintézte a dolgot. |
| Csík Csongor                    | Kanalas Ferenc „Kampec"          | 3746–3829                       | Bedő, Aliz és Tünde embere. |
| Bardóczy Attila                 | Hantos Gergő                     | 3635, 3834–3854                 | A Hantos Galéria tulajdonosa, Milán ismerőse. Hantos Gergő felajánlja Milánnak, hogy szívesen kiállítaná Szabi egy képét, mivel nagyon tehetségesnek tartja. |
| Réti Adrienn                    | Temesvári Aliz                   | 2480–3462, 3699–3855            | A börtönben egyidőben ült a Pongrácz lányokkal, majd a maffia tagja lett, Konrád felesége. Segített Bettynek, így kirúgták a maffiából. A maffia lebuktatása után egy magánnyomozói ügynökséget üzemeltetett Tündével közösen, de Tünde lebukott, ezért megszakították a kapcsolatot vele. Meg akarta ölni Rolandot, de nem sikerült. Tündének elmondja, de ő Roland beépített embere, látszólag megöli. A holttestét nem találják meg. Pár hónappal később egy Olga Bondarenko nevű ukrán maffiózó keresi meg hangüzenetekkel Rolandot. Mint kiderül végig Aliz volt Olga. Az irodaház felrobbantása után lelőtte Rolandot. Milán, Tünde és Bedő a társa volt. Kiderül, hogy Konrádtól terhes. Rolanddal összefognak Bedő és Tünde ellen. Végül elmenekült külföldre. |
| Valcz Péter                     | Erdélyi Mátyás                   | 3832–3855                       | Balázs régi haverja, segítséget kér tőle. Roland segítőcsoportjának a tagja lesz. Valójában Tünde és Bedő embere. Kiderül, hogy hasnyálmirigyrákban szenved, majd le akarta lőni Kellert (Tünde megbízásából), de végül Balázs miatt nem sikerült. |
| Hevesi-Tóth Evelin              | Vörös Léna                       | 3597–3857                       | Szabi egyetemi csoporttársa, a Kisboltban dolgozik. Szerelmes Szabiba, amit tudtára is ad a fiúnak, de Szabi még nem áll készen egy új kapcsolatra, ezért elutasítja őt. Egy ideig Milán hajtott rá, emiatt Szabi neheztelt mindkettejükre, de egy idő után rájött a fiú nem szerelmes belé. Végül kiköltözött nagynénjéhez Spanyolországba. |
| Blazsovszky Ákos                | Deák Miklós                      | 3729–3804, 3869–3887            | Európa Parlamenti képviselő. Szilvia férje, Maja édesapja. A koronavírus járvány idején visszatér a családjával együtt Csillagkútra. Szilviát folyamatosan bántotta és zsarolta, ezért Szilvia végül önvédelemből megölte. |
| Levkó Esztella                  | Deák Szilvia                     | 3729–3803, 3871–3915            | Deák Miklós felesége. Maja édesanyja, akit kórházban szült meg. Áronnal kavart, de végül Miklóst választotta, és kiköltözött Miklóssal Brüsszelbe, de a koronavírus járvány idejére visszatértek Csillagkútra és összejött Áronnal. Majd meghalt a koronavírusban. |
| Bartók László                   | dr. Majoros Kálmán               | 3540–3558, 3875–3921            | A szigetkomlósi kórház főorvos-igazgatója, Péter és Alex ellensége. A koronavírus járvány idején a városban tartózkodó Kardos doktort munkavégzésre berendeli a kórházba. Miután Áron Szilvia halála miatt feljelenti Viktort, ő vizsgálja ki az ügyét, eközben megzsarolja Alexet. A bizottság felfüggesztette a tette miatt. |
| Frenkó Zsolt                    | Faragó Gyula                     | 3882–3922                       | Faragó Róbert ikertestvére. Üzleti ajánlatot tesz Zseninek, de Meli nem akar vele üzletelni. Végül Zseniékkel beindítják a futárcéget. Kiderül a sötét múltja és hogy uzsora pénzt vett fel. Bedő visszatérésekor vele kezd el szövetkezni, de rájön, hogy Bedőnél 50 millió forint van amit meg akar szerezni. Amikor el akar szökni a pénzzel Bedő lelövi, a holttestét nem találták meg. |
| Kató Balázs                     | Eszes Tibor                      | 1532–3928                       | Karrierista rendőr, Ottó segítőtársa, sorozatos baklövései miatt lefokozzák és nyomozó helyett járőr lesz, később ismét kinevezik hadnagynak. Majd segít a lánykereskedő bandának és majdnem börtönbe került, de lebuktatta őket így nem került oda. Szerelmes lesz Adélba és össze is jönnek, de a lány Krisztánt válassza. A Bedő elleni hajszában Bedővel dulakodnak, amikor a férfi lelövi. |
| Szakács Tibor                   | Bedő Zsolt                       | 3476–3930                       | Bűnöző. Az illegális plasztikai sebészet volt vezetője, az ő embere volt Molnár Dorina. Meg akarja ölni Virágot, és amikor elrabolja, akkor a rendőrök lekapcsolják, majd börtönbe zárják. Végül nem tudták rábizonyítani az esetet, ezért kiengedik és vádalkut köt a rendőrséggel, ennek következtében Rolandtól kér segítséget. Lacitól egy korábbi tartozása miatt, pókeren elnyerte a Barlangot. Egy ideig Aliz és Tünde társa. Majd Tündével összefog Aliz ellen, hogy átvegyék az irányítást. A rendőrségi rajtaütés után elfogják, ismét vádalkut köt a rendőrökkel, de végül benntartották. Garai újra kihozta és ezt kihasználva el is szökik. Hónapokkal később sikerül őt elfogni, miután Eszessel való dulakodás közben megöli a rendőrt. Újra börtönbe szállították. |
| Tanács Lili                     | Kardos Anna #1                   | 3511–3941                       | Dóra és Zoli gyermeke. Buzsáki Lili féltestvére. |
| Cs. Németh Lajos                | Hunyadi Károly                   | 973–3947                        | Dr. Kalem József orvos nagyapja, a kórházi büfé üzemeltetője. Jóban van a Bodolai családdal, Bandi mentette meg az életét egyszer, amikor a zöldségesnél stroke-ot kapott. A Bodolai család alatt lakik Jenővel és Gabival. Rózsika halála eleinte teljesen kiborította, de végül túllépett rajta. Nagyon szereti Lucát, ezért eléggé megviselte, hogy Józsi Lucával együtt Budapestre költözött, mert a gyámügy alkalmatlannak találta Verát mint nevelőanyát Luca számára, és Józsi csak akkor tarthatta meg a kislányt, ha elválik Verától. Úgy érezte, senki nem érti meg, még a kórház szakképzett orvosai sem, akik szerinte átsiklanak rossz egészsége felett. Szórólapot kap egy Medikomágnes nevű cégtől, az ingyenes szűrésre el is megy. „Sorsoláson nyer egy 1,5 milliós mágneses energiafotelt”, vagyis egy olcsó sima irodai karosszéket, amit csak akkor kap meg, ha 400 000 forintért megvesz. Természetesen bedől a trükknek, de Szabi és Orsi a rendőrséghez fordulnak. A Bodolai gyerekek gyűjtést szerveznek neki, hogy visszakapja a pénzét, és a célt hamar el is érik, s úgy határoznak, létrehoznak egy alapítványt, amibe a médiát is bevonják. Később összejön Évával és összeházasodnak. |
| Bordás Mihály                   | Szalontai Szabolcs „Szasza”      | 3857–3948                       | Aliz majd Tünde embere. Tünde elfogása után, szeretné átvenni a helyét, ezért Mészivel a városban garázdálkodnak. Később Tünde megöli, miután szólt a rendőröknek. |
| Bach Zsófia                     | Tenki Mara                       | 3955–3968                       | Baumann Benedek jobbkeze, a kórházi reality forgatását személyesen irányítja. |
| Bogdányi Titanilla              | Tarnai Tünde                     | 3100–3870, 3924–3969            | Csillagkút melletti város alvilági vezetője. Konrádékkal megállapodást kötött, mert úgy tudta, hogy Roland háta mögött terjeszkednek. Milánnal járt hosszabb ideig, de Milán egy Vali nevű nővel csalta, ezért szakítottak. Megpróbált bosszút állni, de Alizék rájöttek a tervére és megszakították vele a közös munkát. Ezután elhagyta Csillagkutat. Majd Roland hívására visszajön. Rolanddal való szakítása után megőrül és felrobbantja az irodaházat, ahol meghal 50 ember, köztük Barbara is. Egy ideig szökésben volt, de visszatér Csillagkútra és összefog Bedővel és Alizzal. Később Bedővel szövetkeznek Aliz és Roland ellen. A rendőrségi rajtaütés után elmenekül, de a városban marad. Majd Olaszországba megy átvenni Roland ottani üzletét. Roland utána megy lebuktatni, és egy torinói kórház intenzív osztályán talál rá, mivel elkapta a koronavírust. Roland szólt a rendőröknek és őrizetbe vették. Viszont, amikor jobban lett elszökött onnan és újra a városban garázdálkodott. A kórházban túszul ejtette a helyszínen tartózkodókat, mielőtt bosszúból le akarta volna lőni Adélt, Roland Mészi segítségével megölte Tündét. |
| Szabó Sipos Barnabás            | Baumann Benedek                  | 3845–3969                       | Brúnó édesapja, vagyonos ember, egy műsorgyártó cége van. Új műsor ötlete egy kórházi valóságshow műsor, amibe Alex és Péter is beleegyezett, de a járvány miatt elhalasztották a forgatást. A járvány végeztével elkezdődhetett a forgatás. Mindent elkövetett, hogy az Intenzív című showja nézett legyen. A kórházi túszejtés közben Mészi Tünde utasítására a karján meglövi, a szigetkomlósi kórházban látták el a sérülését. |
| Eisler Zsolt                    | Mészáros István “Mészi“          | 3769–3976                       | Tardos Béla testőreként dolgozott,Tardos halálát követően Tündéhez állt át, majd Szasza embere lett. Át akarják venni Tünde helyét, ezért a városban garázdálkodnak. Tünde embereként biztonsági őr lesz a kórházban, de elárulja. Rájön, hogy Roland ismét a régi ezért megfenyegeti, amiért Roland lelövi. |
| Sövegjártó Áron                 | Csíki Milos                      | 3810–3823, 3938, 3976–3981      | Vera osztálytársa volt a gimnáziumban. Dórának udvarol, Zoli pedig féltékeny rá. Miután Dóra lefeküdt vele, Zoli szakított Dórával. |
| Andorai Péter Krisztián         | Sipoly Mátyás                    | 3726–3727, 3979-3997            | Volt rendőr, miután Tünde megbízásából meg akarta ölni Rolandot, börtönbe zárták. A rendőrök kihozták, hogy ő legyen Roland kisfőnöke. Majd amikor ki akar tálalni Rolandról, lelöveti. |
| Kovalik Ágnes                   | Sződi Erika                      | 3633–4001                       | Biztonsági őr a műszaki áruházban, majd a kórházban. Bandi megkérte a kezét. Az esküvő napján Gyöngyi szerelmet vall Bandinak, ezért Erika szakít vele és elhagyja a várost. |
| Adányi Alex                     | Révész Milán                     | 2467–4021                       | Fotósként dolgozik, húgával, Borival együtt költözik Csillagkútra. Roland unokaöccse, Mariann fia. Először Bartos Katával jött össze. Majd Melivel, de vele is szakított (háromszor is), majd Tündével jött össze. Egy rövid ideig járt Emőkével, jelenleg ismét Melivel alkot egy párt. Aliz és Bedő társa volt. Amikor elege lett, kiszállt a maffiából. Aliz alapítványának a vezetője. Állásajánlatot kap Párizsból és kiköltözik Borihoz. |
| Habóczki Máté                   | Papp Krisztián                   | 3485–4021                       | Kezdetben a Burgeritis alkalmazottja volt. Majd megveszi a kisboltot Bodolaiéktól. Orsi és Adél is szerelmes volt belé, de végül Adéllal jön össze. Munkamániás, rengeteget dolgozik, ez azonban Adélnak nem tetszik. A járvány idején egy ideig a maffia védelmi pénzt akart szedni tőle, de Rolandnak hála ennek vége lett. Adél bevallja félrelépését Eszes Tibivel, ezért Krisztián szakít vele és Milánnal tart Párizsba, ahol egy étteremben fog dolgozni. |
| Mesterházy Gyula                | dr. Fodor Dániel                 | 345–4034                        | Mentőorvos, általában ő szokott kimenni a betegekhez. |
| Sipos Csaba                     | Keller Márk                      | 2646–4039                       | Vidovszky polgármester megbízásából kórházi megbízottként kezdett el dolgozni a klinikán. Elindult a klinika igazgatói posztjáért Viktorral közösen, de elbuktak. Majd Csillagkút polgármestere lesz, pozícióját Fehér Roland közbenjárásával szerezte meg, kétszer is. Egy ideig gazdasági igazgató volt a kórházban, majd miután Roland visszatért Faragó kirúgta és újra az önkormányzatnál kezdett el dolgozni. Közben Bettyvel kezdett el járni, miután Betty eltűnt Patríciával jött össze. Amikor megmérgezték Roland felajánlott neki a májából. Miután Komlósi megzsarolta lemond. Közben megtudja, hogy Patrícia megcsalta, így elhagyja a várost. |
| Major Melinda                   | dr. Molnár Dorina                | 3483–4079                       | A kórház új plasztikai sebésze és plasztikai részlegének vezetője. Bedő beépített embere volt. Mint kiderült, Viktorral évfolyamtársak voltak. Egy ideig Péterrel járt együtt, sokat segít neki Barbara halála után. Egy ideig ő volt a klinika orvosi igazgatóhelyettese. Péterrel alkotott egy párt. Bizonytalan időre elhagyta Csillagkútat és Malawiban önkéntes orvosként dolgozik, azonban visszatért és kiderült, hogy ő Petra nagynénje, illetve az, hogy egy Holland gyógyszerkutató cég kuratóriumának a tagja. Olgának segített kifejleszteni egy vírust Csillagkúton, de Roland lebuktatta és a rendőrök elvitték. |
| Kaszás Géza                     | Komlósi János                    | 3980–4079                       | Olga embere, titkos víruson dolgozik együtt Dorinával, a rendőrök letartóztatták. |
| Gallusz Nikolett                | Olga Bondarenko                  | 4069–4079                       | Ukrán maffiafőnök, aki Csillagkútra érkezik. A vírus segítségével szellemvárost akar Csillagkútból. Miután csődbe ment a terve elszökik a mérgezett festménnyel, majd meghalt. |
| Frenkó Zsolt                    | Faragó Róbert                    | 3177–3708, 3983–4080            | Meli és Alex édesapja, Gyula ikertestvére. A profi, céltudatos üzletember, aki először a Kék Macsek felének megvételére ad pénzt Melinek, majd a Csillagvirág Klinika 80%-át vásárolja fel, aminek élére fiát, Alexet nevezi ki, egy időre kirúgja őt, és önmagát nevezi ki igazgatónak. De később vissza veszi Alexet. Majd eladja a kórházi tulajdonrészét Fehér Rolandnak. |
| Kárpáti Rebeka                  | Révész Borbála                   | 2464–3593, 4111                 | Szabi egy szórakozóhelyen fut vele össze először, amiből elég hamar szerelem kerekedik. Bátyjával együtt szüleiktől hamar elköltöztek az állandó veszekedések miatt. Modellként dolgozik. Amerikában megy Szabival és Böbével, s ott megcsalja Szabit. Visszatérve Csillagkútra kibékülnek. Egy fehérneműs reklám kampányra szerződött Párizsba, ezért szakít Szabival és kiköltözik. |
| Lippai László                   | Ferenczi Gábor                   | 4048–4114                       | Volt alpolgármester, megbízott polgármester Csillagkúton Bodolai Szabolcs megválasztásáig. |
| Kárpáti Levente                 | Császár Olivér                   | 4137–4148                       | Péter ismerőse, a kórházba akár befektetni. Lucát zaklatja, emiatt Péter visszautasítja Császár befektetési ajánlatát. |
| Szilvási Judit                  | Boncsó Kriszta                   | 4126–4157                       | Blanka barátnője. Ottóval jött össze egy rövid időre. Elrabolta Zoli és Dóra kislányát, Annát, megpróbálta félrevezetni a rendőröket. |
| Chajnóczki Balázs               | Kozma Antal                      | 4131–4191                       | A polgármesteri hivatal pályázati osztályának vezetője. Kiderült, hogy évekig csalt és a rendőrök elvitték. |
| Lutter Imre                     | dr. Csanády Gergely              | 3192–3550, 4045, 4194-4196      | A folyton fölbukkanó rosszfiúk védőügyvédje, aki állandó harcban áll Garaival, Müllerrel, Szlávikkal és Nagy Gabriellával. |
| Csiby Gergely                   | dr. Baumann Brúnó                | 3714–4225                       | Új rezidens a kórházban, akinek dr. Nemes Viktor lett a mentora. Baumann Benedek fia, akivel nincsenek jó viszonyban. Féltékeny Petrára mert Viktor őt nevezte ki, ezért ahol tud keresztbe tesz Viktornak és Petrának. Megszerzi az apjától Petra kezeléséhez szükséges pénzt. Kinn ragadt a városból és Budapesten dolgozott egy kórházban, de később visszatért. Végül felmond, mert Gábor hónapokig rosszul bánt vele és Liza hazugságokat állított róla. |
| Gergely Róbert                  | Bardócz Oszkár                   | 4231                            | Üzletember. Zemplényi embere volt. Roland megölte. |
| Bugár Anna                      | Barta Enikő                      | 2778–4243                       | Szlávik Jenő szeretője volt egy ideig, de végül Jenő Gabit választotta. Később a kórházban lesz HR-es. Előbb Viktorral, majd Alexszel alkot egy párt. Egy időre távozott a kórházból, mert Róbert kirúgta, de végül Alex megállapodott Rolanddal és mindkettejüket visszavették. A koronavírus idején egy hotelben ragadt, Deák Miklós elintézte, hogy visszatérhessen Csillagkútra, de a városhatárnál visszaküldték a hotelba, a karantén vége után visszatért a kórházba. Kiderült, hogy 20 évvel ezelőtt megölt egy embert, ezért elhagyta Csillagkútat. |
| Galbenisz Tomasz                | Simon Lajos                      | 4185–4243                       | Üzletember, Roland szövetségese. Zemplényi emberei megölik. |

## A 2009 évi tömeges elbocsátás
A gazdasági válság a sorozatot is érintette, ezért a készítők úgy döntöttek, több szereplőtől is megválnak. Egy részük úgy távozott, hogy bármikor vissza lehessen venni őket a történetbe, azonban voltak olyanok is, akik véglegesen kiestek. A sorozat készítői tudatosan készültek a szereplők történetből való kiírására, a "Minden megváltozik" szlogennel hirdetett promóció 2009. március 13. pénteki napra szólt. Az akciódús történetben március 13-án dördül először a fegyver a klinikán, amit ukrán maffiózók lepnek el. Az alábbi szereplők távoztak a sorozatból:
| Színész             | Karakter            | Szerepelt (epizód)   | Megjegyzés |
| ------------------- | ------------------- | -------------------- | --- |
| Szorcsik Viktória   | Bóta Judit          | 1–902                | Fanni előtt volt a kórházban főnővér. Egy ideig egy párt alkottak Pongrácz Péterrel. Miután Helen leváltotta, a főnővéri pozíciót ideiglenesen Elvira vette át tőle, Helga, az új főnővér munkába állását követően hamarosan felmondott. |
| Lengyel Tamás       | dr. Zólyom Iván     | 1–348, 815–908       | A kórház nőcsábász orvosa, összejön Rékával, Londonba megy dolgozni. Rónai doktor távozását követően egy időre visszatér a klinikára. Rajta kapják Fannival a kórházban, majd modortalanul viselkedik egy idős pácienssel, ezért a főorvos azonnal felmondott neki. Iván utolsó munkanapján még megmenti a balesetet szenvedett Bencsik Bea ujját. |
| Várdai Anikó        | Juhász-Nagy Rozália | 2–936                | Pletykás recepciós, szívbetegsége miatt átültetést végeztek rajta, ezt követően sikeresen felgyógyult. A túszdráma során a szíve nem bírta a megterhelést, amikor az orvosok segíteni próbálnak a felfordulásban lelövik Robit, a masszőrt, de ezt már Rozi szíve se bírja ki és szörnyethal. |
| Ozsgyáni Mihály     | Harmathy Róbert     | 752–936              | A szépségklinikára vették fel Norbi távozásakor masszőrként, a kollégái nagyon kedvelték, különösen Rozival voltak jóban, egyszer amikor a recepciós szülei ellátogattak a kórházba, Robi játszotta el Rozi barátját. A túszdráma során segíteni akar Rozit megmenteni, de lelövik. |
| Puskás Tivadar      | Nyikita             | 839–936              | Ukrán maffiavezér, miután börtönbe kerül lenyel egy szöget, ezért a klinikára szállítják, ahol Nemes doktor eltávolítja a tárgyat a gyomorból. Belső vérzés lép fel, Péter és Réka próbálják megmenteni, de a műtőasztalon hal meg. |
| Gregor Bernadett    | Szekeres Anett      | 56–267, 530–937      | A szépségklinika tanácsadója volt, járt Dér Mihállyal, Zólyom Ivánnal és Nándival is. Hosszabb időre világ körüli útra ment. Egy alkalommal Anett vigyázott Nándi kisfiára, de elaludt és Vilike majdnem megfulladt a szájába vett játéktól. Nándi ezért szakított vele és Anett se tudta magának megbocsátani a dolgot. A túszdráma során kimenekíti az épületből Vilikét, az ő holttestét letakarva Réka találja meg. |
| Haumann Petra       | Nagy Schön Helga    | 893–952              | Bóta Judit leváltását követően Helen nevezte ki a klinika főnővérének. Szigorú, szabálykövető vezető, akit a beosztottai és munkatársai nem kedvelnek. Schön Zsigmond lánya, de apjával régóta nem tartja a kapcsolatot. A túszdráma során közelebb kerülnek egymáshoz és Helga rájön, hogy az apja mindig is szerette őt, ezért végül kibékülnek. A nehéz anyagi helyzetben került kórház személyi leépítésekor Helga saját magát javasolja elküldeni, ezért rövid idő után távozik a klinikáról. |
| Haumann Péter       | dr. Schön Zsigmond  | 913–961              | Pszichiáterként első munkája a klinikán Barbarának segíteni, de sokat foglalkozik a problémás Szabival is. A túszdráma alatt mindent elkövet ezért, hogy minél kevesebb áldozat legyen. Elmondja lányának, hogy valójában mi is történt amikor ő még kicsi volt, aminek köszönhetően apa és lánya egymásra találnak. |
| Harmath Imre        | Majoros Kálmán      | 904–966              | A Polgármesteri Hivatalban az Építési Iroda vezetője, a polgármesterrel együtt az eladó telkekkel nyerészkednek. Végül Lenke és Alexa összefognak és lebuktatják. |
| Kerekes Viktória    | Ekler Laura         | 1–380, 573–918, 1000 | Barbara és Vilike anyja, korábban Péter felesége, majd Nándi élettársa. Hosszú időre eltűnik kisfiával, amikor visszatér Csillagkútra megromlik kapcsolata Nándival. Útban a klinikára vezetés közben telefonál és nekihajt egy fának. Beviszik a kórházba, Péter próbálja megmenteni, de Laura belehal sérüléseibe. |
| Tallós Rita         | Helen Tanakis       | 82–933, 1000         | Amerikai üzletasszony, Betty anyja, Péterrel Amerikában ismerkedett meg. A kórház többségi résztulajdonosa volt, tőle függött minden a klinikán. A végkifejletet megelőzően derült ki, hogy van egy lánya, akinek pénzt utal a klinika bankszámlájáról. Péter felelősségre akarja vonni őt, de az élet közbeszól és Helen a túszdráma során elsőként meghal. |
| Vándor Éva          | Nemes Lenke         | 1–1001               | Korábbi polgármester, tisztviselő. Füredi Attila felesége, Dávid, Viktor és Viola édesanyja, Magdika nevelőanyja. Ibolya áldozata lett. |
| Előd Álmos          | Nemes Dávid         | 1–993, 1026–1028     | Nemes Lenke fia, Viktor és Viola testvére. Várnagy Előd Viola férje kezdetben mindenbe hülyeségbe belerángatta, drogozott. Először Pongrácz Barbarával járt. Majd Bakó Melindával járt, akivel sötét alvilági körökben volt része. A későbbiekben már Kalló Nikolett-tel járt, miután Nikit megerőszakolták szakítottak. Ezután Hajdú Ibolyával volt együtt, akinek megkérte a kezét és majdnem gyereke lett tőle. Rájött, hogy szerelmes Káldor Margitba és miatta végül faképnél hagyta Ibolyt. Amikor kiderült, hogy Iboly elvetélt, lelépett Spanyolországba (ahova nászútra mentek volna). Csak édesanyja temetésére jött haza, utána visszament Spanyolországba. |
| Fridel Fruzsina     | Nemes Viola         | 1–937, 1023–1028     | Viktor és Dávid testvére, Várnagy Előd felesége volt, a Kékmacsek korábbi tulajdonosa. A túszdráma alatt megerőszakolták és elhagyta Csillagkutat. A sorozat 957. részében a családtagok elmondásából derül ki, hogy Viola Japánba utazott el. Terhesen tér vissza Lenke temetésére. |
| Bánhidi Vivien      | Kalló Nikolett      | 376–1032             | Dávid barátnője volt, de megerőszakolták. Nővérként dolgozott a kórházban. Futás közben rosszul lett, bevitték a klinikára, ahol Ibolya őt is megölte. |
| Nagyváradi Erzsébet | Ekler Klára         | 234–1046             | Laura testvére, Péter élettársa is volt. Amikor kiderült, hogy a gyereke Nánditól van, Péter kidobta, Nándival együtt elhagyta Csillagkutat. |
| Felhős Alexander    | Vidovszky Vilmos    | 577–1046             | Laura és Nándi fia, Barbara öccse. Miután Nándi és Klári elhagyták Csillagkutat magukkal vitték őt is. |
| Létay Dóra          | dr. Pongrácz Réka   | 1–1053               | Péter testvére, a kórház résztulajdonosa. Sikertelen kapcsolata volt Dér Mihállyal, mert a férfi az esküvő előtt hagyta el Rékát. Járt Nándival is, de végül Kardos doktor mellett találta meg a boldogságot, akivel együtt nevelték a Bencsik testvéreket. Miután rájött Ibolya titkára, őt is megölte. |

## A 2005 és 2008 között távozott fő- és mellékszereplők
| Színész                | Karakter                   | Szerepelt (epizód) | Megjegyzés |
| ---------------------- | -------------------------- | ------------------ | --- |
| Hevér Gábor            | Kertész Róbert             | 71–80              | Autóbalesetet szenvedett, a kórházban ápolták. |
| Peller Károly          | Molnár Csaba               | 2-91               | Betegápolóként dolgozott a klinikán. Egy továbbképzésre utazott el, de nem tért vissza a klinikára. |
| Végvári Tamás          | Perjés Géza                | 144–163            | Súlyos betegség miatt kellett befeküdnie a klinikára. |
| Gáspár Imola           | Hadházi Villő              | 1–171              | Várnagy Előd édesanyja. Óvatlanul kilépett egy kocsi elé amikor Elődért ment a börtönbe. Amputálni kellett a lábát, később öngyilkos lett. |
| Mogyoródi Maximilián   | Székács Gergő              | 75–207             | Székács Irén öccse, egy balesetet követő bénulásból hosszú ideig a kórházban gyógyul fel. |
| Járó Zsuzsa            | Szirmai Anita              | 187–293            | A Csillag tévé munkatársa. Fehér Richárd szeretője volt. Később dr. Mányoki Bálinttal került közelebbi viszonyba. |
| Schubert Éva           | Piroska                    | 61–301             | Villő és Jolika néni barátnője, kártyából jósol, Violának sokat segít. Kiderül, hogy ő volt Sára szomszédja, segített Briginek és Péternek megkeresni anyjukat, majd elhagyta Csillagkutat. |
| Orosz Róbert           | Juhász-Nagy Róbert         | 298–316            | Recepciós Rozi bátyja, Rozi szívátültetésekor jön Csillagkútra. |
| Anga-Kakszi István     | Kajdi Gábor                | 6–331              | Az önkormányzatnál dolgozott, de Előd belerángatta a piszkos ügyeibe. A kórházban is dolgozott, Ivetthez került közelebb. Nándiék strómannak használták a televíziós pénzügyekhez. |
| Szirtes Balázs         | dr. Mányoki Bálint         | 184–334            | Iván helyére érkezett a kórházba, de hamar felmondott. Eltervezte, hogy Ugandába megy rászorulóknak segíteni. Családja halálának történetével kavart nagyobb port maga körül. |
| Lukács Sándor          | Dér Mihály                 | 41–165, 334–338    | Szekeres Anett és Pongrácz Réka szerelme, Rékát az esküvő előtt hagyja el. Dávid és Barbara összebarátkoznak vele. |
| Sztankay Orsolya       | Borbíró Brigitta           | 277–352            | Haller Sára lánya, Pongrácz Péter testvére. |
| Orosz Barbara          | Borsodi Andrea             | 7–412              | A Csillag tévé munkatársa. Édesanyja Klári néni a kórházban halt meg. |
| Siménfalvy Ágota       | dr. Székács Irén           | 1–418              | Altatóorvos a Csillagvirág Klinikán. dr. Pető János nagy szerelme. Nándi őt hibáztatja Laura szökése miatt, amit Irén már nem bír elviselni így felmond. |
| Cserna Antal           | dr. Pető János             | 34–421             | A kórház pszichológusa, Vidovszky Nándi legjobb barátja, alkoholista. Nagy szerelme dr. Székács Irén, aki miatt összeveszett Nándival és felmondott a Klinikán. Irénnel együtt hagyta el Csillagkutat. |
| Jakab Csaba            | dr. Bakács Róbert          | 367–446            | Védőügyvéd. |
| Debreczeny Csaba       | dr. Kardos Zoltán #1       | 310–449            | A kórház nőcsábász orvosa. Miután a HIV fertőzött Ambrus Andrea nem ad esélyt neki betegsége miatt egy rövid időre Chicago-ba ment dolgozni. Amikor visszatér a klinikára Marton Róbert veszi át a karaktert. |
| Herczeg Adrienn        | Ambrus Andrea              | 355–451            | HIV pozitív, lefeküdt Kardos doktorral, aki szerencsére nem fertőződött meg. |
| Zentai Márk            | Bóta Dénes                 | 555–568            | Judit főnővér féltestvére. Vakációzni jön Csillagkútra, de csínytevései miatt Judit visszaküldi Németországba. |
| Takács Katalin         | Bárdos Tímea               | 190–588            | „Kisati” édesanyja, egyedül neveli fel Füredivel közös gyermekét. Lefeküdt Füredivel és vissza akarta szerezni Lenkétől, mikor azonban ez nem sikerült Bécsbe költözött. |
| Dézsy Szabó Gábor      | Korpás Géza                | 282–659            | Ekler Laura uzsorása és Fehér Richárd embere. Laura miatta menekült el Csillagkútról Vilikével. |
| Némethy Mária          | Léder Katus                | 529–718            | Roland és Előd a modellügynökségénél fedezik fel, később gyereket szül Várnagy Elődtől. |
| Keller János           | Szentirmai András          | 523–727            | A kórházban rendszergazda, Nikivel jár miután megerőszakolták a lányt, de amikor újra rátámad Nikire kiderül, hogy András volt az elkövető. |
| Váradi Vivien          | Radó Kriszta               | 413–736            | Viola barátnője, egy célja van dr. Rónai Máté közelébe kerülni, ennek érdekében nem riad vissza semmitől, odáig megy, hogy a szépségklinikára akar befeküdni. Amikor nem kerül sor a műtétre a Kékmacsekben begyógyszerezi magát, a kórházban az éppen ügyeletes dr. Rónai már nem tudja az életét megmenteni.                                                                                         |
| Kovács Ferenc          | Lukács Norbert             | 478–743            | Viola barátja, a klinikán dolgozott masszőrként, Japánba utazott el továbbképzésre. A későbbiekben kiderült, hogy a terror támadás után Viola is kiköltözött hozzá Japánba és közösen nevelik a nő – a terrortámadás során szenvedett nemi erőszakból fogant -gyermekét. |
| Somogyi-Santana Lorena | Zoé Gomez (Galántai Gréta) | 132–757            | Barbara barátnője, járt Ádámmal majd Svéddel, az édesanyjával Kanadába költözött. |
| Somorjai Tibor         | Bérczi Kornél              | 559–763            | Fehér Richárdnak segít hazacsalogatni Bakó Melindát. |
| Hujber Ferenc          | dr. Rónai Máté             | 558–782            | Plasztikai sebész, Helen Tanakishoz próbál közelebb kerülni. Amikor Viktor jelenlétében kiderül Máté a felelős Radó Kriszta öngyilkosságáért, azonnal benyújtja felmondását és távozik a klinikáról. |
| Vad Katalin            | Janovics Ivett             | 51–797             | Börtönviselt előélete ellenére Vidovszky Nándor felveszi ápolónőnek, egy kisfia van, járt Kardos doktorral és Kajdi Gáborral. |
| Szanitter Dávid        | Bárdos Attila „Kisati”     | 214–658, 802–822   | Füredi fia, építész, a szépségklinika felújítása után Dubajba költözött. |
| Uri István             | Horváth Gyula              | 598–656, 874       | Autóbalesetet követően kerül be klinikára, amikor felgyógyul, beismeri a balesetben elhunyt felesége volt a hibás, így megmenti Svédet a börtöntől. |
| Görög László           | Lendvai Ármin              | 822–836, 878       | Hajléktalan alkoholista, a kórházban véletlenül savval megsebesíti Margitot, aki átmenetileg megvakul. Margit próbál segíteni Árminnak visszailleszkedni a társadalomba a férfi egy este azonban megszökik a kórházból. |
| Mészáros Kitty         | Pongrácz Barbara #1        | 1–882              | Pongrácz Péter és Ekler Laura lánya, Pongrácz Réka és Ekler Klára unokahúga, Bencsik Bea mostoha-unokanővére, a Kékmacsek pincérnője. Dávid volt barátnője. Előd nagy szerelme, aki egyszer – dulakodás közben – véletlenül hasba lőtte, majd Roland helyett, – amiért összejöttek – fel is robbantotta. A sérült Barbarát átszállították Bécsbe, ahol dr. Zámori Alexa plasztikai sebész műtötte meg. |

## Különleges szereplők
- Gáspár Zsolt (2020)
- Szlávik János (2020)
- Singh Viki (2015)
- Fehérvári Gábor Alfréd (2015)
- Larion Zoé (2013)
- Weisz Fanni (2012)
- Torres Dániel (2012)
- Pataky Attila (2011)
- Rogán Gaál Cecília (2011)
- Rogán Antal (2011)
- Kökény Attila (2011)
- Demcsák Zsuzsa (2010)
- Noszály Sándor (2009)
- Kucsera Gábor (2009)
- Hadas Krisztina (2008)
- Ganxsta Zolee (2008)
- Molnár Ferenc "Caramel" (2005)

## Epizódok
| Évad | Részek száma | Eredeti sugárzás    | Eredeti sugárzás    | Eredeti adó |
| Évad | Részek száma | Évadbemutató        | Évadzáró            | Eredeti adó |
| ---- | ------------ | ------------------- | ------------------- | ----------- |
| 1.   | 130          | 2005. január 24.    | 2005. július 22.    |             |
| 2.   | 224          | 2005. augusztus 29. | 2006. július 21.    |             |
| 3.   | 219          | 2006. augusztus 25. | 2007. július 13.    |             |
| 4.   | 224          | 2007. augusztus 21. | 2008. július 18.    |             |
| 5.   | 197          | 2008. augusztus 25. | 2009. június 12.    |             |
| 6.   | 247          | 2009. augusztus 31. | 2010. július 2.     |             |
| 7.   | 288          | 2010. augusztus 16. | 2011. július 1.     |             |
| 8.   | 361          | 2011. augusztus 22. | 2012. június 29.    |             |
| 9.   | 284          | 2012. augusztus 21. | 2013. június 28.    |             |
| 10.  | 244          | 2013. augusztus 21. | 2014. augusztus 15. |             |
| 11.  | 246          | 2014. augusztus 18. | 2015. augusztus 14. |             |
| 12.  | 257          | 2015. augusztus 17. | 2016. augusztus 26. |             |
| 13.  | 248          | 2016. augusztus 29. | 2017. augusztus 18. |             |
| 14.  | 254          | 2017. augusztus 21. | 2018. augusztus 17. |             |
| 15.  | 242          | 2018. augusztus 21. | 2019. augusztus 16. |             |
| 16.  | 246          | 2019. augusztus 21. | 2020. augusztus 19. |             |
| 17.  | 247          | 2020. augusztus 24. | 2021. augusztus 19. |             |
| 18.  | 129          | 2021. augusztus 23. | 2022. április 14.   |             |